# اقتصاد افغانستان
اقتصاد افغانستان به دلیل بازگشت تعداد زیادی از مهاجران ثروتمند، نوسازی بخش کشاورزی کشور و ایجاد مسیرهای تجاری بیشتر با کشورهای همسایه و منطقه، در دهه اخیر به‌طور پیوسته بهبود یافته‌است. میلیاردها دلار که از طریق کمک‌های بین‌المللی، مهاجران و سرمایه گذاران خارجی، هنگامی که قابلیت اطمینان سیاسی بیشتری پس از درگیر شدن ناتو در بازسازی خود پیدا نمود، وارد کشور گردید. تولید ناخالص داخلی این کشور در حدود ۷۰ میلیارد دلار با نرخ ارزی ۲۰ میلیارد دلار (۲۰۱۷) و تولید ناخالص داخلی سرانه آن در حدود ۲۰۰۰ دلار است. این کشور بیش از ۶ میلیارد دلار، کالا وارد می‌کند اما تقریباً ۱ میلیارد دلار، میوه و آجیل صادر می‌کند.
علاوه برداشتن بیش از یک تریلیون دلار ذخایر اثبات نشده مواد معدنی، افغانستان همچنان یکی از کشورهای کمتر توسعه یافته در جهان است. نرخ بیکاری آن بیش از ۲۳٪ است و حدود نیمی از جمعیت افغانستان زیر خط فقر زندگی می‌کنند. بسیاری از بیکاران به گروه‌های تروریستی با بودجه خارجی، به ویژه به قاچاقچیان، می‌پیوندند. دولت افغانستان مدت‌ها به دنبال سرمایه‌گذاری خارجی به منظور بهبود اقتصاد افغانستان است.
واحد پولی افغانستان افغانی است. یک افغانی به صد پول تقسیم شده‌است. پول‌های فلزی این کشور یک افغانی ۱ افغانی ۵ افغانی و پول‌های کاغذی آن ۱۰، ۲۰، ۵۰، ۱۰۰، ۵۰۰ و ۱۰۰۰ افغانی می‌باشد. قیمت یک دلار در اطراف ۷۵ تا ۸۰ افغانی در سال ۲۰۲۰م است. حسابات مالی سال از ۲۱ دسامبر تا ۲۰ دسامبر سال آینده می‌باشد. بر اساس ارقام بانک مرکزی اکنون در معاملات بانکی ۱۱۹ میلیارد افغانی در معامله است. بانک مرکزی و بانک جهانی در هفته ۶۰–۵۰ میلون دلار را به بازار عرضه می‌دارند.

## پیشینه
در مجموع اقتصاددانان و سیاست‌مداران تاریخچهٔ اقتصاد افغانستان را در سه دوره خلاصه نموده‌است. عبدالحی حبیبی درکتاب تاریخ صنایع افغانستان تاریخ سیاسی اقتصادی افغانستان را در سه دوره خلاصه نموده‌است.
دورهٔ اول: دورهٔ پیش از تاریخ که انسان‌های آن زمان از طریق شکار و محصولات گیاهان طبیعی امرار معاش می‌نمودند. الی دوره دوم این‌ها توانستند ظروف مسی فلزی بسازند.
دورهٔ دوم: مرحلهٔ اول این دوره سرودها است که دراین دوره مردم خط را نمی‌شناختند، ولی تاریخ و رویداد را به شکل قصه‌ها و افسانه‌ها نسل به نسل انتقال نموده‌اند. درین دوره سیستم تبادلهٔ اجناس فراگیر بود و مردم دین را شناختند. کشاورزی را می‌شناختند؛ صنایع فلزی و اسباب زراعتی را تولید می‌نمودند. مرحلهٔ دوم دوره دوم از تمدن بلخ و بخدی شروع الی ورود اعراب ادامه می‌یابد. تمدن باختران، کوشانیان هخامنشیان شامل این دوره می‌باشد. درین مرحله خط زیورات سکهٔ فلزی را می‌شناختند؛ ابزار کار استفاده از حیوانات، سنگ‌تراشی و ساختن ظروف از صنایع آن زمان بوده‌است. در زمان ورود اعراب اقتصاد منطقه رونق یافت. درین دوره مردم افغانستان معماری، نجاری، فلزسازی، بافندگی، عطاری و بازرگانی را شناختند. دولت‌های غزنویان، تیموریان، بابر و درانی پرقدرت و دارای اقتصاد قوی بودند.در سدهٔ ۱۸ حضور انگلیس در هندوستان بر اقتصاد افغانستان تأثیرات منفی را وارد نمود. در روزگار سلطنت احمدشاه درانی و تیمور شاه درانی ثروت زیادی در افغانستان تجمع نموده بود. پس از سلطنت شاه زمان نفاق و جنگ داخلی در ضعیف ساختن اقتصاد افغانستان تأثیرات ناگوار نمود. از گذشته‌ها الی امروز بنیاد اقتصاد مردم افغانستان زراعت، مالداری و تا حدودی کم استخراج معادن احجار بوده‌است.
دوره سوم: در اوایل دوره مدرن تحت حاکمیت پادشاهان عبدالرحمن‌خان (۱۹۰۱–۱۸۸۰) و حبیب‌الله خان (۱۹۱۹–۱۹۰۱) بسیاری از معاملات بازرگانی افغانستان در کنترل دولت بود. پادشاهان افغانستان مشتاق توسعه قامت دولت و توانایی نظامی کشور بودند و بنابراین با تحمیل انحصارات دولتی در فروش کالاها و مالیات‌های بالا سعی در جمع‌آوری پول داشتند. این امر باعث کندی رشد طولانی مدت افغانستان در آن دوره شد. فنآوری‌های غربی و روش‌های ساخت آن در این دوره‌ها به فرمان حاکمان افغانستان کم‌کم به مردم معرفی شد اما فقط با توجه به نیازهای لجستیکی ارتش در حال رشد کشور. تأکید دولت بر ساخت سلاح و سایر تسلیحات نظامی بود. این روند در دست تعداد کمی از کارشناسان غربی بود که پادشاهان افغانستان آنها را به کابل دعوت کرده بودند. در غیر این صورت، امکان ایجاد شرکت‌های بزرگ توسط افراد خارجی به ویژه غربی‌ها در آن دوره برای افغانستان وجود نداشت.
اولین طرح برجسته برای توسعه اقتصاد افغانستان در دوران معاصر، پروژه اداره دره هلمند در سال ۱۹۵۲ بود که از اداره دره تنسی در ایالات متحده الگوبرداری شده بود و انتظار می‌رفت از اهمیت اقتصادی اولیه برخوردار باشد. گلن فاستر پیمانکار آمریکایی که در دهه ۱۹۵۰ در افغانستان کار می‌کرد، در مورد مردم افغانستان اظهار داشت:
رژیم غذایی آنها ممکن است فراوان نباشد اما گرسنگی را که در بعضی کشورها دارید و گدایان به ندرت دیده می‌شوند، نمی‌بینید. حتی اگر تعداد زیادی از مردم وجود داشته باشد، کشور به نظر می‌رسد قادر به تغذیه همه آنها باشد.
افغانستان در طی دهه ۱۹۷۰ با مشکلات اقتصادی جدی زمانی که پاکستان همسایه تحت فرماندهی ذوالفقار علی بوتو بود روبرو شد. هردو کشور شروع به بستن گذرگاه‌های مرزی خود نمودند. این اقدام منجر به افزایش روابط سیاسی و اقتصادی افغانستان با همسایه شمالی قدرتمند خود، اتحاد جماهیر شوروی شد. حمله سال ۱۹۷۹ اتحاد جماهیر شوروی به افغانستان و به دنبال آن جنگ داخلی بسیاری از زیرساخت‌های محدود این کشور را از بین برد و الگوهای عادی فعالیت اقتصادی را مختل کرد. سرانجام، افغانستان از یک اقتصاد سنتی به یک اقتصاد برنامه‌ریزی شده مرکزی در سال ۲۰۰۲ تبدیل شد و اقتصاد سنتی آن با اقتصاد بازار آزاد جایگزین شد. از دهه ۱۹۸۰ بدین سو تولید ناخالص داخلی آن به دلیل اختلال در تجارت، حمل و نقل، از دست دادن نیروی کار و سرمایه به میزان قابل توجهی کاهش یافته‌است. ادامه درگیری‌های داخلی به شدت مانع تلاش‌های داخلی برای بازسازی کشور برای فراهم آوردن راه‌هایی برای کمک به جامعه بین‌المللی می‌شود.
براساس صندوق بین‌المللی پول، اقتصاد افغانستان در سال مالی منتهی به مارس ۲۰۰۴، پس از ۳۰ درصد هزینه در ۱۲ ماه گذشته، ۲۰ درصد رشد داشت که رقم قابل توجهی است. این رشد به کمک بین‌المللی و پایان خشکسالی‌ها نسبت داده شده‌است. حدود ۱۰۰ میلیارد دلار کمک از سال ۲۰۰۲ الی ۲۰۱۷ وارد کشور شده‌است. تولید ناخالص داخلی ۴ میلیارد دلاری در سال مالی ۲۰۰۳ پس از افزودن درآمد حاصل از محصولات تریاک، توسط صندوق بین‌المللی پول مجدداً محاسبه شد و به مبلغ ۶٫۱ میلیارد دلار رسید. در سال ۲۰۱۰ میانگین حقوق کارمندان ۰٫۵۶ دلار در هر ساعت بود.

### کمک‌های سال ۱۳۹۰ به افغانستان
به منظور ثبات و خودکفایی افغانستان، جامعهٔ بین‌المللی مبلغ ۹۷ میلیارد دلار را به منظور کمک به افغانستان وعده دادند؛ که همه سال این پول در پروژه‌های انکشافی و عادی دولت افغانستان به مصرف می‌رسد. تامین کنندگان مالی کمک‌های بلاعوض کشورها، شرکت‌ها و سازمان‌های غیردولتی می‌باشند که برنامه کاری آن توسط ادارهٔ (USAID) برنامه ریزی و کنترل می‌گردد. کمک‌های بلاعوض بخش عمده‌ای از بودجهٔ ملی افغانستان را تحت پوشش قرار می‌دهد. در سال ۱۳۹۰ه‍.خ کمک‌های بلاعوض ۴۴٫۵٪ بودجه عادی را تشکیل داده و تقریباً ۷۴٪ مصارف بودجهٔ توسعه را تامین مالی می‌نماید. منابع اساسی کمک‌های بلاعوض تامین کنندگان مالی در قسمت بودجهٔ عادی از طریق صندوق امانتی بازسازی افغانستان، (ARTF)، صندوق امانتی نظم و قانون «LOTFA»، برای پلیس ملی افغانستان و قوماندانی مشترک امنیتی افغانستان (CSTC-A) برای ارتش ملی افغانستان فراهم می‌گردد. قومندانی(فرماندهی) مشترک امنیتی افغانستان (CSTC-A) وجوهی را برای پلیس ملی افغانستان نیز فراهم می‌نماید. مجموع کمک‌های بلاعوض برای بودجهٔ عادی سال ۱۳۹۰ه‍.خ مبلغ ۶۶٬۷۱۰ میلیارد افغانی تخمین گردیده که نشان‌دهندهٔ ۳۷٫۵٪ افزایش می‌باشد. کمک‌های بلاعوض صندوق امانتی برای بازسازی افغانستان در هر سال حدود ۲۵ میلیون دلار آمریکایی (برابر با ۱٬۱۷۵ میلیون افغانی) جهت متکی ساختن هر چه بیشتر حکومت به منابع داخلی کاهش می‌یابد. توقع می‌رود تا کمک از طریق صندوق امانتی برای بازسازی افغانستان برای بودجه عادی الی سال ۱۳۹۷ه‍.خ به صفر تقرب نماید.
با در نظر داشت افزایش تعداد نیروهای اردوی ملی و پلیس ملی افغانستان، پیش‌بینی می‌گردد تا کمک‌های بلاعوض صندوق امانتی برای نظم و قانون (LOTFA) و قوماندانی مشترک امنیتی افغانستان (CSTC-A) به ترتیب الی مبلغ ۲۵٫۶۳۸ میلیارد افغانی و ۲۷٫۸۰۹ میلیارد افغانی افزایش یابد. همچنان قوماندانی مشترک امنیتی افغانستان مبلغ ۳٫۸۶۲ میلیارد افغانی را برای پلیس ملی فراهم می‌نماید. افزایش کمک‌های بلاعوض تمویل کنندگان برای بخش امنیت، حکومت نیز تعهد نموده تا بودجه بخش امنیت را الی مبلغ ۳٫۰ میلیارد افغانی افزایش دهد.در سال ۱۳۹۰ حکومت مصارف معاش و ۳٬۲۵۰ افغانی معاشات تشویقی تا ۳٪ از نیروهای پلیس ملی که بالغ بر ۰٫۵ میلیارد افغانی می‌گردد تامین می‌نماید؛ و همچنان مصارف اعاشه ۸۲٬۰۰۰ نفر نیروهای پلیس (که بالغ بر ۳٫۳ میلیارد افغانی می‌گردد تامین خواهد نمود. در بودجه سال ۱۳۹۰، حکومت مصارف حقوق و معاش نیروهای اردوی ملی را از ۸۷٬۰۰۰ نفر به ۱۰۰٬۰۰۰ نفر افزایش خواهد داد. این امر تامین مالی حکومت از بودجه بخش امنیت را افزایش داده و تامین مالی دونرها را الی ۱٫۸ میلیارد افغانی کاهش می‌دهد. قوماندانی مشترک امنیتی افغانستان (CSTC-A)امتیازات تشویقی، امتیازات مناطق پر خطر و مصارف اعاشه و معاش نیروهای امنیتی بالاتر از ۱۰۰٬۰۰۰ نفر را پرداخت خواهد نمود. مجموع منابع بودجه توسعه در سال ۱۳۹۰ مبلغ ۶۵٫۸۶۲ میلیارد افغانی براورد گردیده که متشکل از۳۴٫۹۴۴ میلیارد افغانی از منابع جدید و ۲۴٫۷۳۴ میلیارد افغانی از وجوه غیر اختیاری انتقالی سال گذشته می‌باشد. بر علاوه، مبلغ ۱۱٫۹۹۸ میلیارد افغانی از عواید داخلی و معدن مس عینک برای تامین مالی پروژه‌های اختیاری توسعه ای می‌باشد.

## کشاورزی

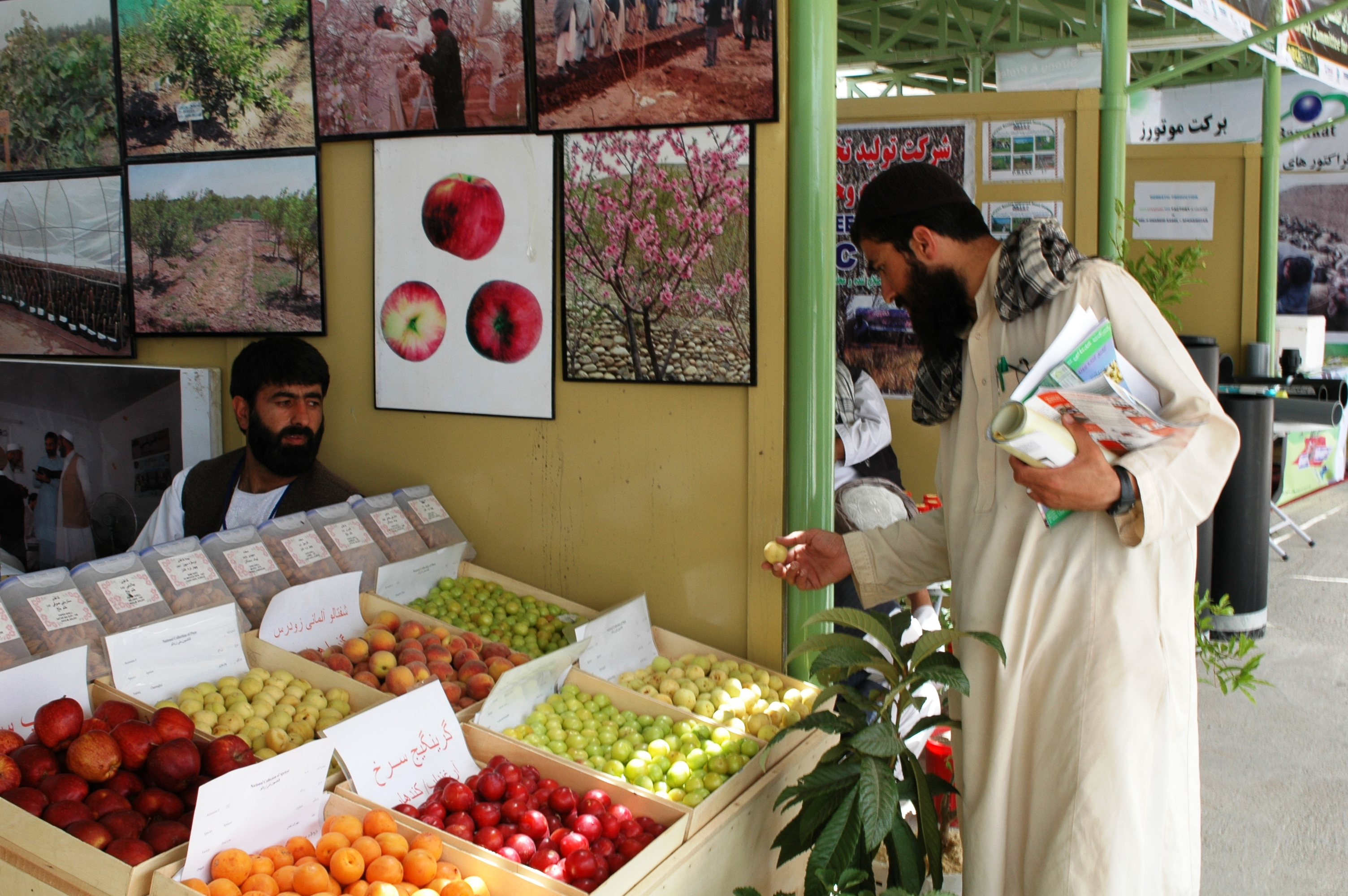
یک نمایشگاه زراعتی در کابل، ۲۰۰۹

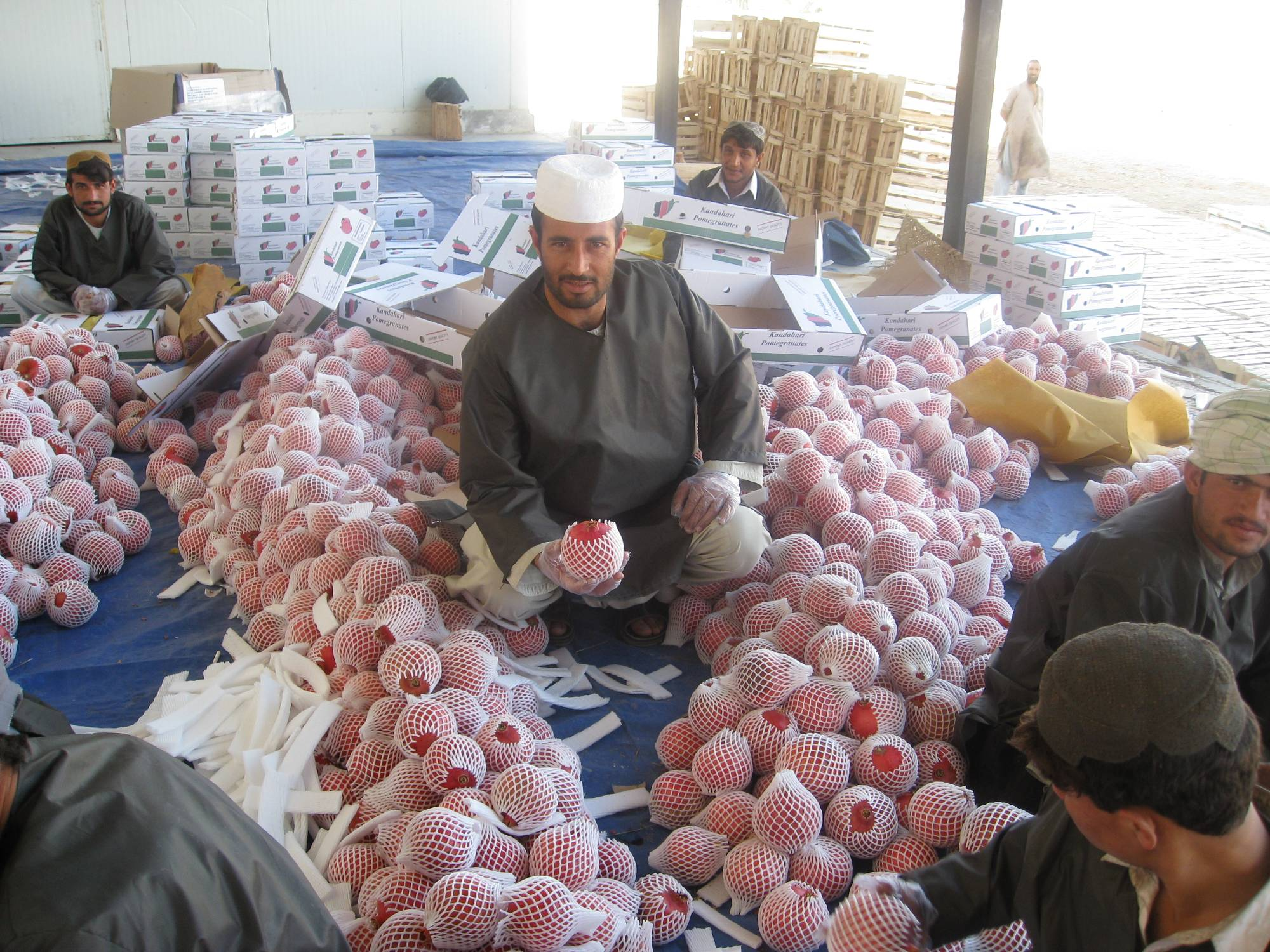
کارگران در حال پروسس انار هستند که در آسیا مشهور می‌باشد

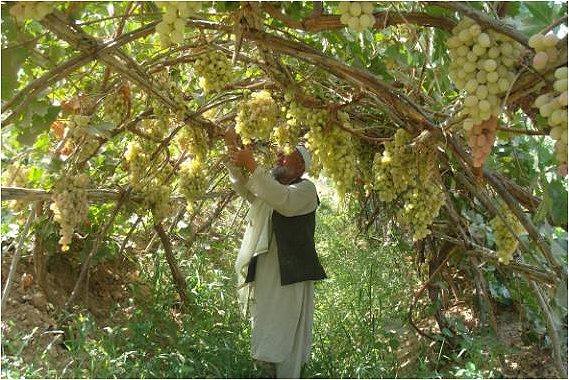
انگور افغانستان

### تولیدات افغانستان در سال ۲۰۱۸
- ۳٫۶ میلیون تن گندم
- ۹۸۴ هزار تن انگور (هجدهمین تولیدکننده بزرگ جهان)
- ۶۱۵ هزار تن کچالو (سیب زمینی)
- ۵۹۱ هزار تن سبزی
- ۳۸۱ هزار تن تربوز (هندوانه)
- ۳۵۲ هزار تن برنج
- ۳۲۹ هزار تن خربزه
- ۲۱۷ هزار تن سیب
- ۱۵۰ هزار تن پیاز
- ۱۰۶ هزار تن ذرت
- ۵۶ هزار تن جو
- ۴۷ هزار تن شفتالو (هلو)
- علاوه بر تولیدات کوچکتر سایر محصولات کشاورزی.[۲۶]

در حال حاضر افغانستان سالانه تقریباً ۱٫۵ میلیون تن میوه تازه تولید می‌کند که می‌تواند به میزان قابل توجهی افزایش یابد. افغانستان به دلیل تولید برخی از بهترین میوه‌ها، به ویژه انار و انگور و همچنین خربزه شیرین و توت مشهور است. میوه‌های دیگری که به‌طور گسترده و تاریخی رشد کرده‌اند علارتند از: زردآلو، سیب، انجیر، شفتالو (هلو) و گیلاس است. ساخت و استفاده از گلخانه‌ها صنعتی با سرعت در حال رشد در کشور است.
استان‌های شمالی و غربی افغانستان به تولید پسته معروف هستند. در سالهای اخیر، کشاورزان در ولایت‌های جنوبی نیز اقدام به کشت پسته کرده‌اند. ولایت‌های شرق کشور به تولید آجیل کاج معروف هستند. استانهای شمالی و مرکزی به تولید بادام و گردو نیز مشهور هستند. ولایت بامیان در مرکز افغانستان به پرورش کچالو (سیب زمینی) با کیفیت برتر معروف است که در سال ۲۰۲۰, ۳۷۰٬۰۰۰ تن تولید کرد. ننگرهار به تولید لیمو، کینو (پرتقال)، زیتون، کچالو (بادام زمینی) و خرما مشهور است. کشت این محصولات اکنون به سایر ولایت‌های کشور نیز گسترش یافته‌است. دولت حتی درختان کیله (موز) را در ولایت هلمند کاشت تا ببیند آیا آنها رشد کرده یا کیله (موز) تولید کرده می‌توانند.
تولید گندم و غلات پایه اصلی کشاورزی افغانستان است. در سال ۲۰۱۵ تولید ملی گندم ۵ میلیون تن بود. افغانستان در حال تولید خودکفایی در تولید غلات است. برای خودکفایی نیاز به ۱ میلیون تن گندم اضافی است که پیش‌بینی می‌شود در سال ۲۰۲۰ انجام شود. کل تولیدات کشاورزی گاهی به دنبال خشکسالی کاهش می‌یابد.
دام‌ها در افغانستان عمدتاً شامل گاو، گوسفند و بز است. ساخت و استفاده از مزارع پرورش پرندگان مدرن نیز صنعتی با سرعت رشد سریع است. در دسترس بودن زمین مناسب برای چرا مرتباً دامداری را به بخشی مهم از اقتصاد تبدیل کرده‌است. دامداری دو نوع اصلی دارد: کم‌تحرکی که توسط کشاورزانی انجام می‌شود که هم دام و هم محصول پرورش می‌دهند. و عشایری، که توسط دامداران حیوانات معروف به کوچی انجام می‌شود. مراتع طبیعی حدود ۷ میلیون و ۵۰۰ هزار هکتار (۳۰۰۰۰ کیلومتر مربع) را پوشش می‌دهند اما در حال چرای بیش از حد هستند. نواحی شمالی اطراف مزارشریف و میمنه در اواخر دهه ۱۹۹۰ حدود شش میلیون گوسفند قره قل بود. بیشتر گله‌ها در تابستان در ارتفاعات به مراتع شمال منتقل می‌شوند.
زمین‌های قابل کشت در افغانستان حدود ۸ میلیون هکتار گزارش شده‌است. تولید گندم در سال ۲۰۱۵ حدود ۵ میلیون تن بود، مهد کودک ۱۱۹٬۰۰۰ هکتار زمین را در اختیار داشت و تولید انگور ۶۱۵٬۰۰۰ تن است. تولید بادام به ۵۶۰۰۰ تن و پنبه به ۴۵۰۰۰ تن رسیده‌است. در سال ۲۰۱۹ گزارش شد که حدود ۱۰ هزار جریب زمین در افغانستان برای کشت زعفران استفاده می‌شود.
بر اساس گزارش بانک جهانی که در آوریل ۲۰۱۹ منتشر شد، اقتصاد افغانستان از عواقب خشکسالی شدید که تولید کشاورزی را تحت تأثیر قرار داد در سال ۲۰۱۸ رنج برده‌است. در حالی که تولید گندم ۲۴ درصد کاهش یافته و تولید شیر ۳۰ درصد کاهش یافت.

## ماهیگیری
این کشور دارای تعداد فزاینده ای از مخازن آب، دریاچه‌ها، استخرها، رودخانه‌ها و جویبارها است، که این کشور را به اقلیم مناسبی برای پرورش ماهی تبدیل می‌کند. ماهیگیری در دریاچه‌ها و رودخانه‌ها به ویژه در رودخانه‌های کنر، آمو و هیرمند صورت می‌گیرد. امروزه ماهی قسمت کوچکتر از رژیم غذایی افغانستان را تشکیل می‌دهد زیرا پرورش دهندگان ماهی قادر به تولید ماهی کافی نیستند تا بتوانند مطابق خواسته‌های مشتریان باشند. بیشتر ماهی‌ها و غذاهای دریایی از کشورهای همسایه پاکستان، ایران و امارات متحده عربی وارد می‌شوند. صدها مزرعه پرورش ماهی در سراسر کشور وجود دارد و بزرگ‌ترین آنها در بند قرغه است که تخمهای ماهی را به سایر مزارع پرورش ماهی عرضه می‌کند. پرورش ماهی نیز در بند دوستی افغانستان و هند راه اندازی شده‌است.

## جنگلداری
بر اساس گزارش سال ۲۰۱۰، افغانستان دارای تنها ۲٫۱٪ (یا ۱٫۳۵۰٫۰۰۰ هکتار) جنگل می‌باشد. چوب آن بسیار تخلیه شده‌است و از اواسط دهه ۱۹۸۰، فقط حدود ۳٪ از اراضی جنگلی، عمدتاً در شرق، جنگل زده‌است. جایگاه‌های قابل توجهی از درختان در اثر ویرانی‌های جنگ در اواخر قرن ۲۰ تخریب شده‌است. جاده‌ها به دلیل ناامنی و دسترسی مانع بهره‌برداری شده‌اند. علاوه بر این، توزیع جنگل ناهموار است و بیشتر زمین‌های جنگلی باقیمانده فقط در مناطق کنر، نورستان و پکتیا در شرق کشور یافت می‌شود. در سالهای اخیر برخی اقدامات در زمینه کاشت درخت در مناطق شهری در سراسر افغانستان انجام شده‌است. حتی رهبر معنوی طالبان اخیراً خواستار کاشت درختان بیشتر شده‌است.
جنگلهای طبیعی در افغانستان عمدتاً بر دو نوع است: جنگلهای انبوه درختان بلوط، درختان گردو و بسیاری از گونه‌های دیگر آجیل که در جنوب شرقی و دامنه‌های شمالی و شمال شرقی رشته‌های سلیمان رشد می‌کنند. و درختان کوتاه و بوته ای کوتاه در سایر دامنه‌های هندوکش توزیع می‌شود. جنگل‌های انبوه جنوب شرقی تنها ۲٫۷٪ از کشور را پوشش می‌دهد. در سال ۲۰۰۳ تولید چوب ۳٬۱۴۸٬۰۰۰ متر مکعب بود که ۴۴٪ آن برای سوخت استفاده می‌شد.
تخریب جنگل‌ها برای ایجاد زمین‌های کشاورزی، قطع درختان، آتش‌سوزی جنگل‌ها، بیماری‌های گیاهی و آفات حشرات از علل کاهش پوشش جنگلی است. قطع غیرقانونی و شفاف سازی قاچاقچیان الوار این روند مخرب را تشدید کرده‌است. در حال حاضر ممنوعیت برش چوب‌های جدید در افغانستان وجود دارد. قبل از سال ۲۰۰۱ و تحت حاکمیت طالبان، جنگل زدایی گسترده از طرف کشور مجاز بود و افغان‌ها مقادیر زیادی از چوب‌ها را به مراکز ذخیره‌سازی منتقل کردند تا در آنجا درختان با درخواست درخت منتظر پردازش روی یک درخت باشند.

## بازرگانی
اتاق تجارت و صنایع افغانستان به عنوان یک نهاد مستقل قانونی غیرسیاسی، غیرانتفاعی و غیردولتی بوده که در راستای خدمت به جامعه و بخش خصوصی افغانستان فعالیت می‌نمایند. این نهاد ملی مدافع بخش خصوصی افغانستان می‌باشد. افزون‌بر حمایت لازم از تاجران و سرمایه‌گذران ملی، سرمایه‌گذاران خارجی و بین‌المللی را نیز جهت دست‌یافتن به یک تجارت موفق در افغانستان حمایت و رهنمایی می‌نماید تا با فعالیت در چوکات بخش خصوصی افغانستان به اهداف‌شان نایل شود.
اتاق تجارت و صنایع واحد افغانستان از اثر ادغام اتاق‌های تجارت و صنایع پیشین که در سال ۱۹۳۱ میلادی تأسیس گردیده قسماً در چوکات دولت فعالیت می‌نمود. در سال ۲۰۰۴ اتاق تجارت بین‌المللی افغانستان به طرز مؤثرتر توسط کارآفرینان خصوصی تأسیس گردید. تا آنکه در ۱۹ حوت سال ۱۳۸۶ه‍.خ برابر با ۹ مارس ۲۰۰۸م. به عنوان یک نهاد نیرومند ملی، مؤثر و نمایندهٔ واقعی بخش خصوصی افغانستان فعالیت خود را آغاز نمود. اتاق‌های تجارت افغانستان افزون‌بر کابل در ۲۰ ولایت و یک ولسوالی نمایندگی دارد. علاوه براینکه در داخل فعالیت دارند، غرض سهولت تاجران در ده کشور اروپایی، آمریکایی و آسیایی نمایندگی دارند. اتاق‌های تجارت و صنایع افغانستان رابطهٔ نزدیک بازرگانی با کشورهای همسایه داشته با کشورهای چین، پاکستان، و ایران ۴ اتاق تجارت و صنایع مشترک دارد. با ۱۳ کشور اروپایی و آسیایی همکاری داشته و رابطهٔ نزدیک دارد. عضویت اتاق بازرگانی بین‌المللی (ICC)، عضویت اتاق بازرگانی اسلامی (ICC)، عضویت اتاق تجارت سازمان همکاری‌های منطقه‌ای جنوب آسیا (SAARC)، سازمان ترانسپورت جاده (IRU)، سازمان همکاری‌های اقتصادی جنوب آسیا (SAARC)، سازمان بین‌المللی کار (ILO) و سازمان همکاری‌های اقتصادی (ECO) را نیز دارا می‌باشد. این نهاد دارای ۲۱ سکتور و ۹ دفتر می‌باشد.
تجارت افغانستان با سایر کشورها با ایجاد بیشتر راه‌های حمل و نقل بین‌المللی به‌طور پیوسته افزایش یافته‌است. یکی از این راه‌های تجاری دالان لاجورد است که افغانستان را با ترکمنستان متصل می‌کند و در نهایت به اروپا خاتمه می‌یابد. سایر این راه‌های تجاری افغانستان را به همسایگی ایران، پاکستان، تاجیکستان و ازبکستان متصل می‌کند. این کشور همچنین از طریق راهرو هوایی با هند تجارت مستقیم دارد.
توافق‌نامه تجارت ترانزیتی افغانستان - پاکستان (APTTA) به کامیون‌های باری افغانی و پاکستانی اجازه حمل کالا در داخل هر دو کشور را می‌دهد. این توافق‌نامه تجدیدنظر شده APTTA با حمایت آمریکا همچنین به کامیون‌های افغان اجازه می‌دهد تا صادرات خود را از طریق پاکستان به هند تا محل عبور بندر واگاه به هند انجام دهند. بنادر اصلی زمینی افغانستان عبارتند از شیرخان بندر، حیرتان، اسلام قلعه، تورغوندی، تورخم، گذرگاه مرزی ویش و زرنج. بسیاری از تجار افغان از بندرهای کراچی و بندر قاسم پاکستان استفاده می‌کنند.
تجارت کالاهای قاچاق به پاکستان زمانی منبع عمده درآمد افغانستان بود. بسیاری از کالاهایی که به پاکستان قاچاق شده‌اند، در اصل از پاکستان وارد افغانستان شده‌اند، جایی که آنها تحت قرارداد تجارت ترانزیتی افغانستان - پاکستان در سال ۱۹۶۵ قرار گرفتند. این قرارداد اجازه داد کالاهایی که به افغانستان منتقل می‌شوند از طریق بندرهای دریایی پاکستان بدون پرداخت حقوق و وظیفه حمل و نقل کنند. پس از ورود به افغانستان، کالاها اغلب بلافاصله از طریق مرز متخلخل مشترک دو کشور به پاکستان قاچاق می‌شدند، که اغلب با کمک مقامات فاسد صورت می‌گرفت. علاوه بر این، اقلام اعلام شده به عنوان مقصد افغانستان اغلب پیش از موعد از کامیون‌ها تخلیه و به بازارهای پاکستان قاچاق می‌شدند بدون اینکه هزینه‌های عوارض لازم را پرداخت کنند. این امر منجر به ایجاد یک بازار سیاه پر رونق شد و بسیاری از معاملات غیرقانونی به صورت آشکار آنجا انجام می‌شد، که به عنوان بازار قاچاقچیان شناخته می‌شد.
فرش دستباف افغانستان یکی از محبوب‌ترین محصولات برای صادرات است. محصولات دیگر شامل ماکت‌های عتیقه دست‌ساز و همچنین چرم و خز است. افغانستان سومین صادر کننده ترمه است.

## معادن
افغانستان دارای منابع طبیعی فراوانی از جمله ذخایر گسترده گاز طبیعی، نفت، زغال سنگ، سنگ مرمر، طلا، مس، کرومیت، تالک، باریت، گوگرد، سرب، روی، سنگ آهن، نمک، سنگ‌های قیمتی و نیمه قیمتی و بسیاری از عناصر کمیاب زمین است. در سال ۲۰۰۶، یک نظرسنجی زمین‌شناسی ایالات متحده تخمین زده‌است که افغانستان دارای ۳۶ تریلیون فوت مکعب گاز طبیعی، ۳٫۶ میلیارد بشکه ذخایر نفت و میعانات است. براساس ارزیابی سال ۲۰۰۷، افغانستان دارای مقدار قابل توجهی از منابع معدنی غیر سوختی کشف نشده‌است. زمین شناسان همچنین نشانه‌هایی از رسوبات فراوان سنگهای رنگی و سنگ‌های قیمتی، از جمله زمرد، یاقوت، یاقوت کبود، گارنت، سنگ لاجورد، کونزیت، اسپینل، تورمالین و پریدوت یافتند.

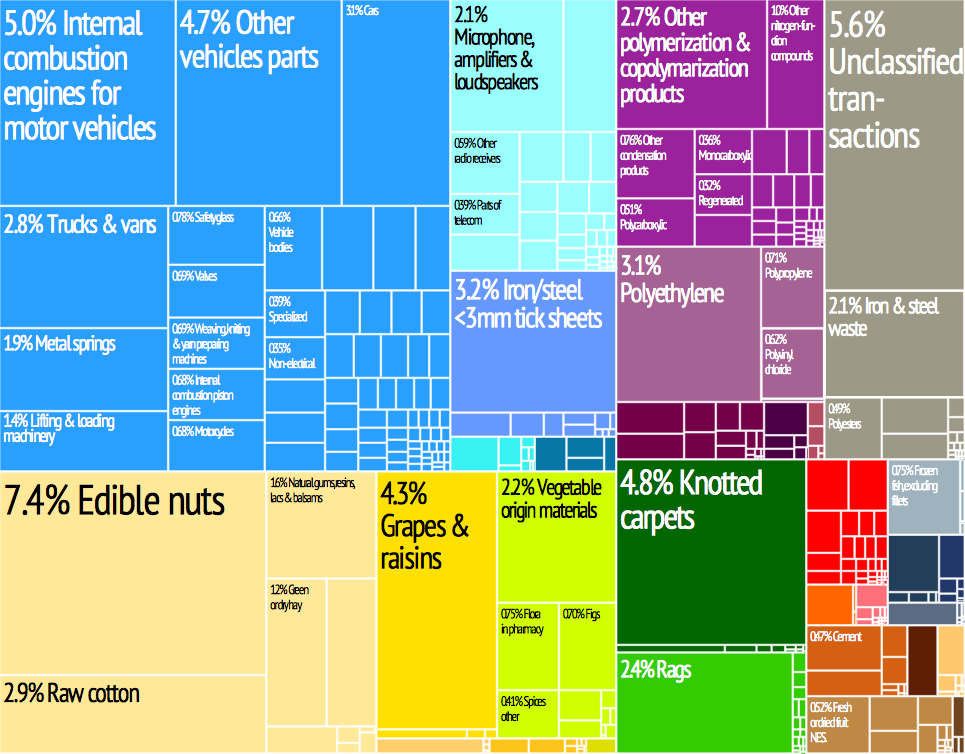
نمایندگی متناسب صادرات افغانستان، ۲۰۰۹

در سال ۲۰۱۰، مقامات پنتاگون آمریکا به همراه زمین شناسان آمریکایی تقریباً ۱ تریلیون دلار ذخایر معدنی دست نخورده در افغانستان را آشکار کردند. در یادداشتی از پنتاگون آمده‌است که افغانستان می‌تواند به لیتیوم عربستان سعودی تبدیل شود. برخی معتقدند که مواد معدنی دست نخورده حداکثر ۳ تریلیون دلار ارزش دارند.
برآورد دیگر بررسی زمین‌شناسی ایالات متحده در سپتامبر ۲۰۱۱ نشان داد که کربناتیت‌های خاناشین در ولایت هیرمند این کشور تخمین زده شده‌است که ۱ میلیون تن عناصر خاکی کمیاب دارد. رجینا دوبی، سرپرست سرپرست گروه ویژه وزارت دفاع در امور بازرگانی و ثبات (TFBSO) اظهار داشت که «این فقط یک شواهد دیگر است که نشان می‌دهد بخش معدنی افغانستان آینده روشنی دارد.»
افغانستان در سال ۲۰۰۸ یک معامله مس با چین (شرکت متالورژیک چین با مسئولیت محدود) به امضا رساند، این پروژه یک پروژه بزرگ است که شامل سرمایه‌گذاری ۲٫۸ میلیارد دلار توسط چین و درآمد سالانه حدود ۴۰۰ میلیون دلار برای دولت افغانستان است. معدن مس عینک کشور که در ولایت لوگر واقع شده‌است، یکی از بزرگ‌ترین معادن جهان است و پیش‌بینی می‌شود که برای ۲۰ هزار افغان شغل فراهم کند. تخمین زده می‌شود که حداقل ۱۱ میلیون تن یا ۳۳ میلیارد دلار آمریکا مس داشته باشد.
در تاریخ ۵ اکتبر ۲۰۱۸ در واشینگتن دی سی، مقامات افغان قراردادی ۳۰ ساله با گروه سرمایه‌گذاری سنتر و شرکت بهره‌بردار آن، شرکت طلا و مواد معدنی افغانستان، برای کشف و توسعه عملیات استخراج مس در منطقه بلخاب در استان سرپل امضا کردند. و برای کاوش و توسعه یک عملیات استخراج طلا در استان بدخشان. قرارداد مس شامل ۵۶ میلیون دلار سرمایه‌گذاری و قرارداد طلا ۲۲ میلیون دلار بود.
کارشناسان بر این باورند که تولید مس می‌تواند ظرف دو تا سه سال و سنگ آهن از پنج تا هفت سال از سال ۲۰۱۰ آغاز شود. گنجینه دیگر کشور که اخیراً اعلام شده معدن سنگ آهن حاجیگک است که در ۱۳۰ مایلی غرب کابل واقع شده‌است و اعتقاد بر این است که حدود ۱٫۸ تا ۲ میلیارد متریک تن ماده معدنی مورد استفاده برای ساخت فولاد را در خود نگه دارید. انتظار می‌رود AFISCO، یک کنسرسیوم هندی متشکل از هفت شرکت به رهبری اداره فولاد هند و گلدماینز کانادا به‌طور مشترک ۱۴٫۶ میلیارد دلار در توسعه معدن آهن حاجیگاک سرمایه‌گذاری کنند. این کشور چندین معدن ذغال سنگ دارد اما باید مدرن شود.
منبع مهم افغانستان در گذشته گاز طبیعی بوده‌است که برای اولین بار در سال ۱۹۶۷ مورد بهره‌برداری قرار گرفت. در طول دهه ۱۹۸۰، فروش گاز ۳۰۰ میلیون دلار در سال از صادرات (۵۶٪ از کل) بود. ۹۰ درصد این صادرات برای پرداخت واردات و بدهی‌ها به اتحاد جماهیر شوروی اختصاص داشت. با این وجود، در جریان عقب‌نشینی نیروهای شوروی در سال ۱۹۸۹، میدان‌های گاز طبیعی افغانستان برای جلوگیری از خرابکاری توسط مجاهدین محدود شد. تولید گاز از بالاترین میزان ۸٫۲ میلیون متر مکعب در روز در دهه ۱۹۸۰ به کمترین میزان ۶۰۰٬۰۰۰ متر مکعب در سال ۲۰۰۱ کاهش یافته‌است. پس از تشکیل دولت کرزی، تولید گاز طبیعی بار دیگر احیا شد.
تعداد افغانهای درگیر در تجارت سوخت دیزل، بنزین، سوخت جت و LPG در حال افزایش است. در دسامبر ۲۰۱۱، افغانستان قرارداد توسعه اکتشاف نفت با شرکت ملی نفت چین (CNPC) را برای توسعه سه میدان نفتی در امتداد رودخانه آمو دریا امضا کرد. این ایالت طی سه سال آینده اولین پالایشگاه‌های نفت خود را خواهد داشت و پس از آن سود کمی از فروش نفت و گاز طبیعی دریافت خواهد کرد. CNPC تولید نفت افغانستان را در اواخر اکتبر ۲۰۱۲ با استخراج ۱٫۵ میلیون بشکه نفت سالانه آغاز کرد.

## گردشگری
گردشگری افغانستان در ۱۹۷۷, در اوج خود بوده‌است. گردشگران بسیاری از سراسر جهان از اروپا و آمریکا برای بازدید افغانستان می‌آمدند. تمام آنها با انقلاب ۱۹۷۸, ختم شدند. هرچند تعداد سیاحان هنوز هم رو به افزایش هستند با وجود ناامنی‌های زیادی که است. تقریباً ۲۰'۰۰۰ گردشگر خارجی هر ساله از افغانستان بازدید می‌کند. گردشگران از رفتن به مناطق تحت تسلط طالبان باید خودداری کنند.
کشور چهار فرودگاه بین‌المللی دارد، فرودگاه بین‌المللی حامد کرزی، فرودگاه بین‌المللی مزار شریف، فرودگاه بین‌المللی هرات، و فرودگاه بین‌المللی کندهار. هتل‌های لوکسی در شهر کابل مانند: هوتل سرینا، هتل انترکانتینینتال، و هتل سافی لند مارک. هتل و مسافر خانه‌های زیادی هم در بامیان وجود دارد.

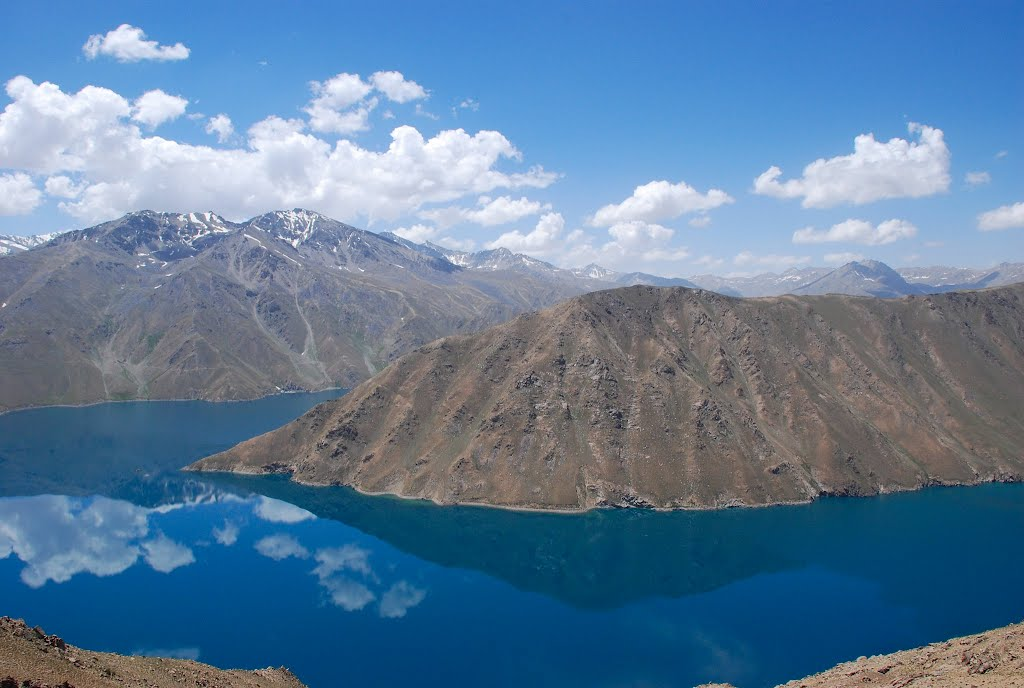
دریاچه شیوا یکی از دریاچه‌های طبیعی در ولسوالی شغنان، ولایت بدخشان.

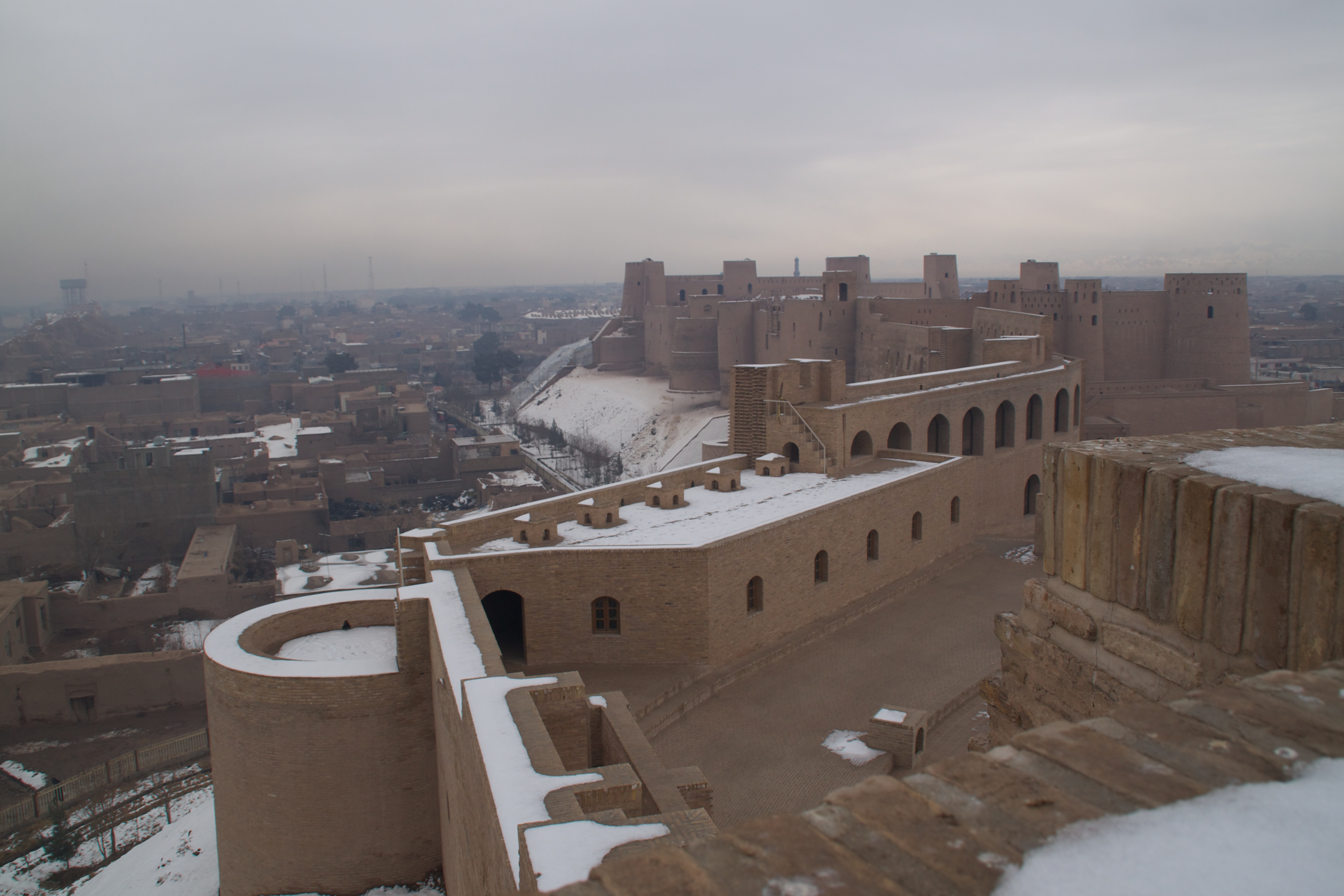
ارگ هرات (قلعه اختیارالدین)، (اسکندریه هرات) در هرات

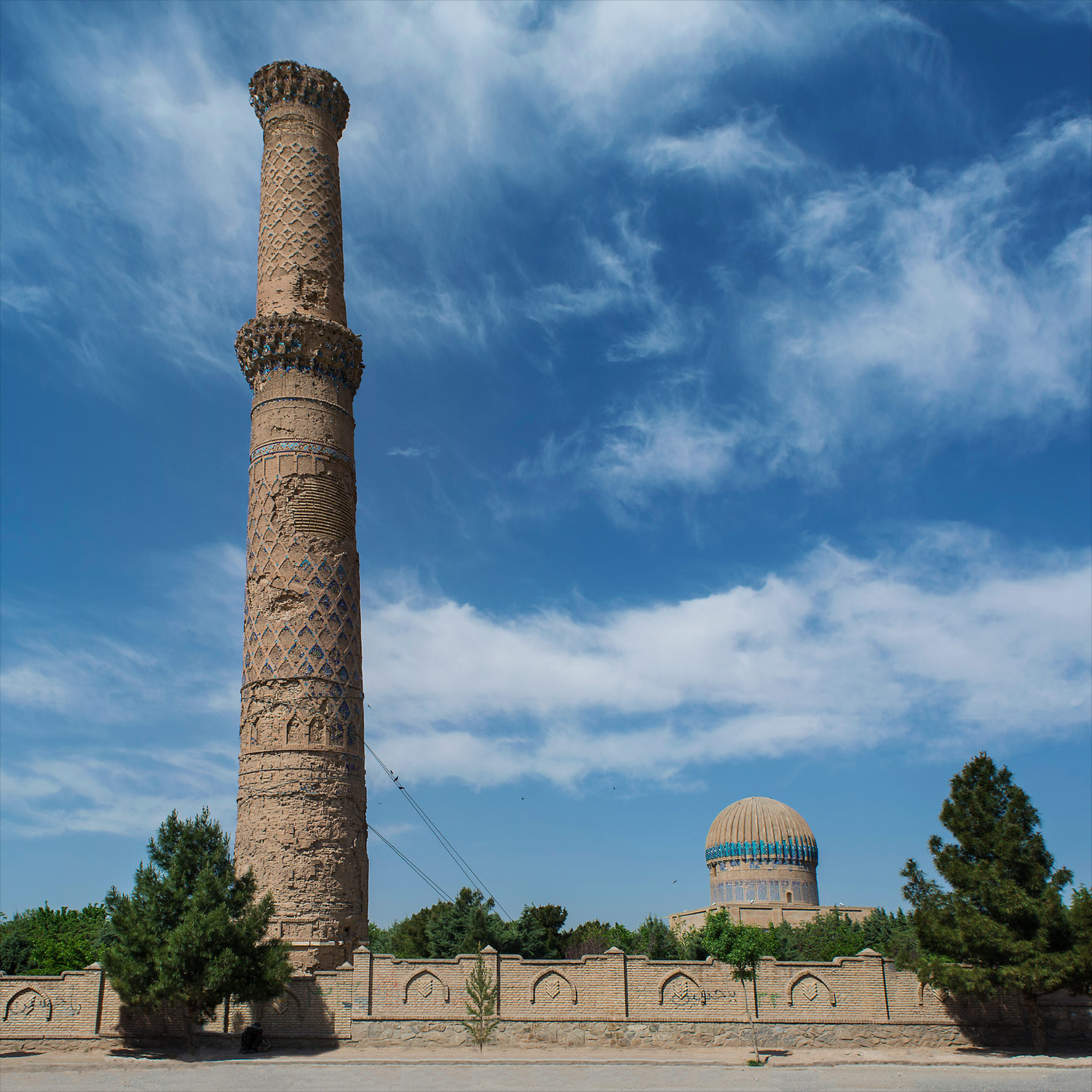
مناره مصلای هرات

مکان‌های ذیل جاه‌های اند که ارزش دیدن برای توریست‌ها را دارد:
- بامیان
  - پارک ملی بند امیر در ولایت بامیان
  - تندیس‌های بودا در بامیان
- کابل
  - ارگ (کاخ ریاست جمهوری)
  - چهل ستون
  - قصر دارالامان
  - باغ بابر
  - پغمان
- کندهار
  - آرامگاه میرویس هوتک
- هرات
  - مسجد جامع هرات
  - اسکندریه هرات
- مزار شریف
  - مسجد کبود (روضه مبارک حضرت علی)

## بانکداری
گردش اقتصادی یک کشور توسط بانک‌ها صورت می‌گیرد. می‌توان گفت بانک‌ها نبض اقتصادی یک کشور را در دست دارند؛ زیرا همین بانک‌ها است که پول چاپ می‌کند کنترل مناسبات پولی را می‌نماید از همه مهم‌تر سرمایه از خارج توسط همین مرجع انتقال و توسط همین مرجع در پروژه‌ها و بنیادهای جدید تأسیس یک کشور به مصرف می‌رسد. درحقیقت محل حفاظت سرمایه کشور می‌باشد. در افغانستان سیستم بانکداری دولتی و خصوصی وجود دارد؛ که همه این بانک‌ها توسط د افغانستان بانک یا بانک مرکزی افغانستان کنترل می‌گردد. در سیستم دولتی علاوه بر افغانستان بانک و بانک ملی بانک‌های سکتوری از قبیل بانک پشتنی تجارتی بانک، بانک انکشاف زراعتی، بانک انکشاف صنعتی می‌باشد. قانون جدید بانکداری دولت افغانستان تلاش نمود تا ضمن توسعه بانک‌های دولتی زمینه را برای گسترش و فعالیت بانک‌های خصوصی نیز فراهم نماید تا این بانک‌ها در راستای تحقق برنامه‌های اقتصادی کشور فعالیت نمایند و منابع مالی را به سوی فعالیت‌های سودمند و مولد اقتصادی سوق دهند. فعالیت بانک‌های خصوصی افغانستان سریع تر از بانک‌های دولتی اند و دلیل آن اینست که سیستم بانک‌های خصوصی کاملاً به سیستم جدید بانکداری و اینترنت مجهز می‌باشند. در انتقال پول از یک ولایت به ولایت دیگر مشکلات مردم را رفع نموده‌اند. پس از ورود قوتهای بین‌المللی سیستم و نظام بانکداری کشورهای غربی تا حدودی تأثیرات خود را بر بانک‌های کشور گذاشته است. قبلاً بیشترین مالیات بانکی ۱۰٪ بود و از سرمایه ۱۱٪ در سال دولت به سهامداران مفاد می‌پرداخت. فعلاً مالیات به ۲۰٪ رسیده‌است؛ که این مفاد نمی‌تواند ایجاد تأسیسات بنیادی را در افغانستان نماید. کشورهای اسلامی روش بانکی مخصوص دارند که از کشورهای غربی متفاوت‌اند. سرمایه نقدی بانک‌های افغانستان۱۴۴٬۹۸ میلیارد می‌رسد که با این پول می‌توانند در پیشرفت کشور و فعالیت بانکداری اسلامی مورد استفاده قرار گیرد.

### تاریخچه بانکداری افغانستان

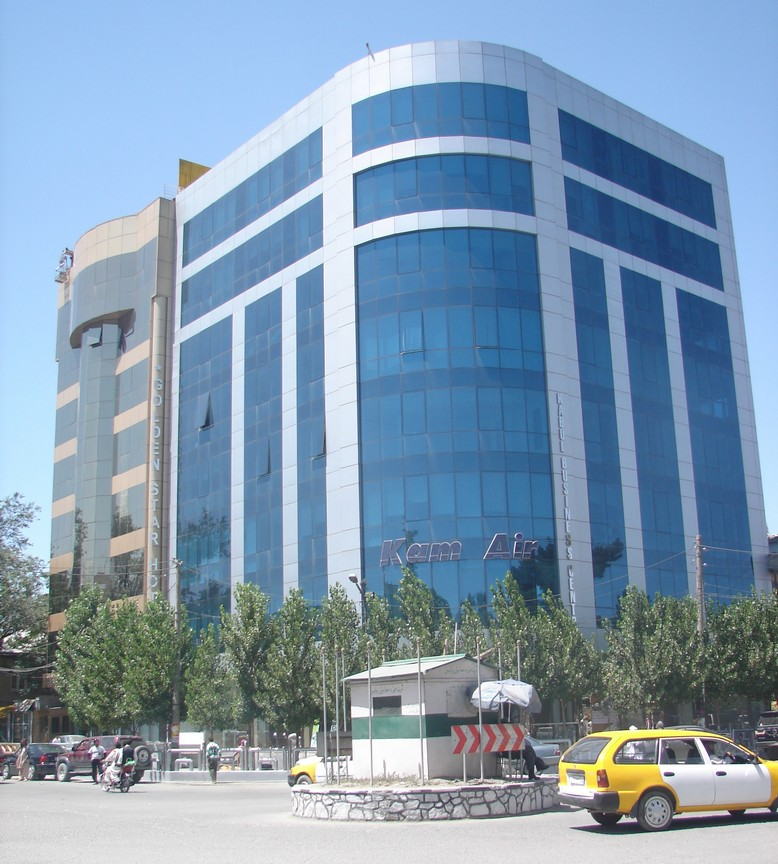
تعمیر جدید کابل بانک نمای شهر را زیبا ساخته‌است

درطول سلطنت پادشاهان افغانستان سودجوئی از طریق پول با پول حرام و خلاف شریعت اسلامی پنداشته می‌شد و هیچ بانکی الی سال ۱۳۱۲ وجود نداشت. مال شاهی در خزانه شاهی حفظ می‌شد. مردم سرمایه خود را خود حفاظت می‌نمودند در بسا شهرها از طرف یک فامیل بزرگ امانت خانه‌ها ساخته می‌شد که فقد پول بدون سود حفاظت می‌شد. پس از ورود انگلیس تعدادی صرفان هندی بین افغانستان هندوستان فعالیت می‌نمودند. پول‌های باارزش وقت سکه اشرفی (طلا عربی) نقره نیکلای (نقره اصل روسی) روپیه هندی و پوند انگلیسی بود. تبادله این نوع پول‌ها در بازرگانی و رفتن به حج و سفرها صورت می‌گرفت. این صرافان بیشتر در بازارهای کابل و قندهار فعالیت داشتند ارزهای مورد ضرورت دولت نیز از همین صرافان خریداری می‌گردید، این روند ادامه داشت تا اینکه در سال ۱۳۱۱ با ابتکار یکی از تاجران ملی عبدالمجید «زابلی» شرکت را به نام شرکت سهامی هاشمی تأسیس نمود که بعداً در ماه ثور سال (۱۳۱۲هـ ش) این شرکت سهامی به نام بانک ملی افغان مسمی و به عنوان اولین بانک در افغانستان عرض وجود کرد. در ابتدا این بانک به عنوان یگانه بانک در کشور وظایف بانک مرکزی را پیش می‌برد و به گذشت زمان هر روز وظایف و فعالیت‌های این بانک گسترش می‌یافت و در سلسله همین انکشافات دومین بانک در افغانستان به عنوان بانک مرکزی افغانستان (د افغانستان بانک) بتاریخ ۱۷/۱۱/۱۳۱۸ به سرمایه ابتدائی ۱۲۰ میلیون افغانی در پایتخت کشور (شهر کابل) افتتاح شد که بعداً در سال ۱۳۵۴ سرمایه د افغانستان بانک به یک میلیارد افغانی ارتقاء کرد که این رقم در ماده هشتم (۸) قانون (۱۳۷۳) پول و بانکداری ۱۰ میلیارد افغانی نشان داده شده‌است. نظام بانکداری در افغانستان با تأسیس بانک ملی توسط محترم «زابلی» پا به عرصه وجود گذاشت چنانچه قبل از تأسیس د افغانستان بانک، بانک ملی امور بانکداری دولتی را نیز پیش می‌برد که بعد از تأسیس د افغانستان بانک وظایف بانکداری دولتی به د افغانستان بانک واگذار گردید. چاپ و نشر پول از بانک ملی به د افغانستان بانک سپرده شد که د افغانستان بانک توانست تحولات و انکشافات بزرگی را در رابطه به چاپ و نشر پول افغانی به وجود آورد. پس از سال۲۰۰۲ مطابق به ماده دوازدهم قانون اساسی د افغانستان بانک یک بانک مستقل و بانک دولتی را تمثیل می‌نمود. افغانستان بانک توانست که قوانین چون قانون د افغانستان بانک، پول و بانکداری، قانون مبارزه علیه تطهیر پول، عواید ناشی از جرایم، مبارزه علیه تمویل تروریسم و غیره را تسوید نماید که بعد از توشیح مقام ریاست جمهوری اسلامی افغانستان در معرض اجراء گذاشته شد. بانک مرکزی افغانستان و نظام بانکداری افغانستان با روی کار شدن دولت جدید جمهوری اسلامی افغانستان خصوصاً بعد از توشیع قوانین جدید د افغانستان بانک و قانون پول و بانکداری وارد مرحله جدید شد. د افغانستان بانک با تطبیق ریفرم پولی با چاپ و نشر پول جدید به خوبی توانست بحران تورم پولی را در کشور مهار کند که پایانی بود برای تغییر شکل پولی افغانستان؛ زیرا تا حال با روی کار آمدن هر رژیم جدید شکل و نوع پول افغانی دست‌خوش تغییر بوده‌است. د افغانستان بانک برای اولین بار برنامه راهبردی پنج ساله‌ای خویش را در سال ۱۳۸۸ هجری شمسی ترتیب و به دست اجراء گذاشت. این برنامه که از (۱۳۸۸)شروع و تا (۱۳۹۲) ادامه می‌یابد بر تعهدات راسخ بانک در زمینه تحقق مأموریت اش مبنی بر ثبات قیمت‌ها و ایجاد نظام مالی مستحکم تأکید جدی صورت گرفته‌است.
1. بانک‌های دولتی: پشتنی بانک، بانک ملی افغان، افغانستان بانک (بانک مرکزی افغانستان)
2. بانک‌های خصوصی:تمامی بانک‌های خصوصی افغانستان پس از ۲۰۰۴ تأسیس شده‌است. عبارتند از عزیزی بانک، کابل بانک، یوناتید بانک، بانک بین‌المللی افغانستان، آرین بانک، باختر بانک، بانک الفلاح، برک بانک، غضنفر بانک، حبیب بانک لمیتد، میوند بانک، نشنل بانک پاکستان، پنجاب نشنل بانک، استاندارد چارترد بانک، فرست مایکروفاینانس بانک می‌باشد. از جمله ۵ بانک خارجی است که ۳بانک پاکستانی یک عربی ویک خارجی است. درین اواخر بانک اسلامی افتتاح گردید که به سیستم اسلامی فعالیت دارد.

### مقروضیت دولت جمهوری افغانستان
دولت افغانستان مبلغ ۱٬۲۳۲ میلیون دلار مقروض می‌باشد. مبلغ ۱٬۲۳۸۱٫۷۸ میلیون دلار از طرف کشورهای کمک‌کننده معافیت حاصل نمود. این قرض زیاده از طرف کشور روسیه پرداخته شده‌بود. این قرضه ۳٫۴٪ در رشداقتصادی کشور تمام گردیده‌است.
مجموع قرض‌های خارجی پیش از سال ۲۰۰۱م. را که در آینده جمهوری اسلامی افغانستان باید بپردازد یا معافیت حاصل نماید قرار ذیل می‌باشد.
۱. قرض‌های صندوق توسعه‌ای حکومت کویت بالغ به ۲۱٫۹ میلیون دلار آمریکایی
۲. قرض‌های دولت ایران بالغ به ۹٫۹۹ میلیون دلار آمریکایی
۳. قرض‌های صندوق انکشافی اوپک مبلغ ۱٫۹۴ میلیون دلار آمریکایی می‌باشد.
۴. قرض‌عای حکومت بلغارستان بالغ بر ۵۱٫۰۴ میلیون دلار آمریکایی می‌باشد. (از درک برق حرارتی کابل)
مجموع معافیت قرض‌های خارجی جمهوری اسلامی افغانستان به تفکیک کشورهای معاف‌کننده و تاریخ اعلان معافیت.
۱. حکومت چین در ماه مارس ۲۰۰۴ مبلغ ۱۸٫۸۰ میلیون دلار آمریکایی قرضهٔ خود را معاف نمود.
۲ حکومت دانمارک مبلغ ۵ میلیون کرون را که مبلغ ۰٫۹ میلیون دلار می‌شود معاف نمود.
۳. دولت اسلوواکی در ماه ژانویهٔ ۲۰۰۵م. مبلغ ۲۹٫۳۴ میلیون دلار را معاف نمود.
۴ دولت آلمان در ماه سپتامبر ۲۰۰۲ مبلغ ۶۷٫۵۱ میلیون دلار آمریکایی را معاف نمود.
۵. دولت آلمان در ماه حوت سال ۱۳۸۵خ. مبلغ ۲۹٫۶ میلیون دلار را معاف نمود.
۶. دولت روسیه در ماه اوت سال ۲۰۰۷ مبلغ ۱۰٬۳۱۶٫۲۲ میلیون دلار را معاف نمود.
۷. دولت عربستان سعودی در ماه ژانویهٔ سال ۲۰۰۸ مبلغ ۲۴ میلیون دلار را معاف نمود.
۸. دولت عراق در ماه مهٔ سال ۲۰۰۸ مبلغ ۹٫۵ میلیون دلار قرضهٔ خود را معاف نمود.
۹. دولت کرواسی مبلغ ۰٫۴۹ میلیون دلار را معاف نمود.
۱۰. بانک انکشاف جهانی در ماه مهٔ ۲۰۱۰م. مبلغ ۶۹٫۸ میلیون دلار را معاف نمود.
۱۱. دولت ایالات متحده مبلغ ۱۰۸٫۵ میلیون دلار قرضهٔ خویش را در ۲۲ ژوئیهٔ ۲۰۱۰ معاف نمود.
۱۲. قرض‌های جمهوری دموکراتیک آلمان پیشین به‌تاریخ ۱۷ مارس ۲۰۱۰م. مبلغ میلیون دلار آمریکایی قرضهٔ خود را معاف نمود.

## بهبود اقتصادی
افغانستان برنامه ساده رشد و توسعه اقتصادی خود را در سالهای ۱۹۳۰ شروع نمود. دولت بانک‌ها را تأسیس نمود؛ پول کاغذی را معرفی کرد؛ دانشگاه کابل را تأسیس نمود؛ مکاتب ابتدایی، متوسطه، و تخنیکی را گسترش داد؛ و دانش آموزان را برای تحصیل به خارج از کشور فرستاد. در ۱۹۵۲, اداره دره هلمند و ارغنداب را برای مدیریت پیشرفت اقتصادی این دره‌های توسط آبیاری و زراعت ایجاد کرد، برنامه ای که برای سالها مهم‌ترین منابع غذایی کشور را تأمین می‌کرد.
در ۱۹۵۶, برای اولین بار دولت برنامه‌های طویل مدت رشد اقتصادی خود را آغاز نمود. در اواخر ۱۹۷۰, این برنامه‌ها نتایج مؤثری نداشتند، دلیل آن بودجه ناکافی توقف در جریان پروژه‌ها و کمبود نیروی متخصص انسانی بود.

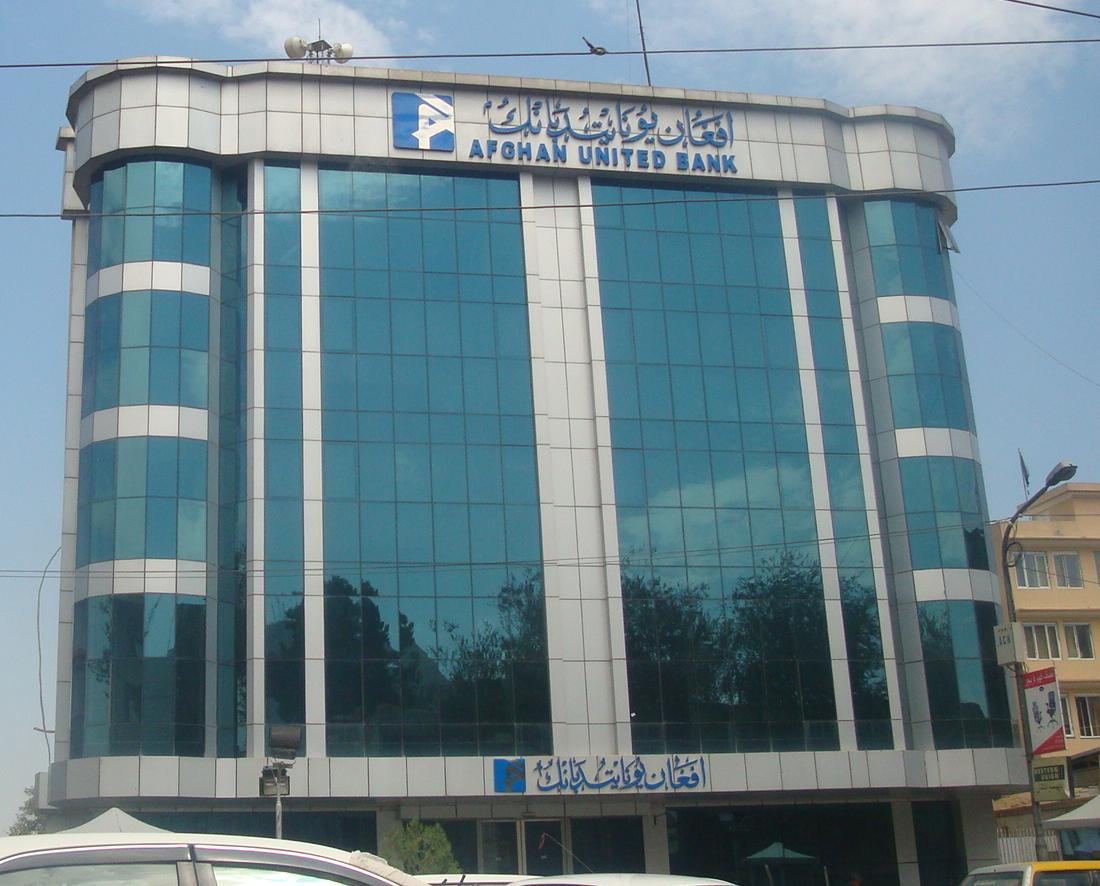
افغان یونایتد بانک

د افغانستان بانک به عنوان بانک مرکزی کشور فعالیت می‌کند. افغانی واحد پول ملی کشور است، که نرخ تبادله تقریباً ۷۵ افغانی با یک دلار آمریکا دارد. بیش ۱۶ بانک در کشور فعالیت می‌کنند، مشتمل بان بین‌المللی افغانستان، کابل بانک، عزیزی بانک، پشتنی بانک، بانک استاندارد چارترد، و میکروفینانس بانک. در بیشتر معاملات از پول نقد استفاده می‌شود. قانون جدید معافیت‌های مالیاتی سه-هفت ساله برای سرمایه گزاری‌های خصوصی و معافیت‌های مالیاتی چهارساله را برای عوارض گمرکی صادرات، تأمین می‌کند. مطابق به گزارش ۲۰۰۷ سازمان ملل، افغانستان بیش از ۳٫۳ میلیارد دالر از جوامع مهاجر خارج از کشور خود در ۲۰۰۶ دریافت نموده‌است. مقامات رسمی سازمان ملل در رابطه به این موضوع گفته وجه‌های ارسالی به افغانستان زیاد خواهد شد اگر سیستم بانکداری در این کشور راحت تر شود. اضافه از این آسان شدن راه اندازی کسب و کارها باعث سرمایه گزاری بیش از ۱٫۵ میلیارد دالر روی مخابرات تلفنی شده‌است که باعث ایجاد بیش از ۳۰۰٫۰۰۰ شغل در کشور از ۲۰۰۳ تا به حال شده‌است.
افغانستان عضو سازمان تجارت جهانی، ائتلاف همکاری‌های منطقه جنوب آسیا، سازمان همکاری‌های اقتصادی، و ناظر در سازمان همکاری‌های شانگهای است. افغانستان خواهان تکمیل شدن پروژه بازرگانی راه ابریشم است و شرق آسیا، آسیای مرکزی و خاورمیانه را بهم وصل خواهد کرد. از این طریق افغانستان می‌تواند تعرفه‌های بزرگی را از کالاهای تجاری اخذ کند. کارشناسان باور دارند که ای پروژه اقتصاد منطقه را رشد می‌دهد.

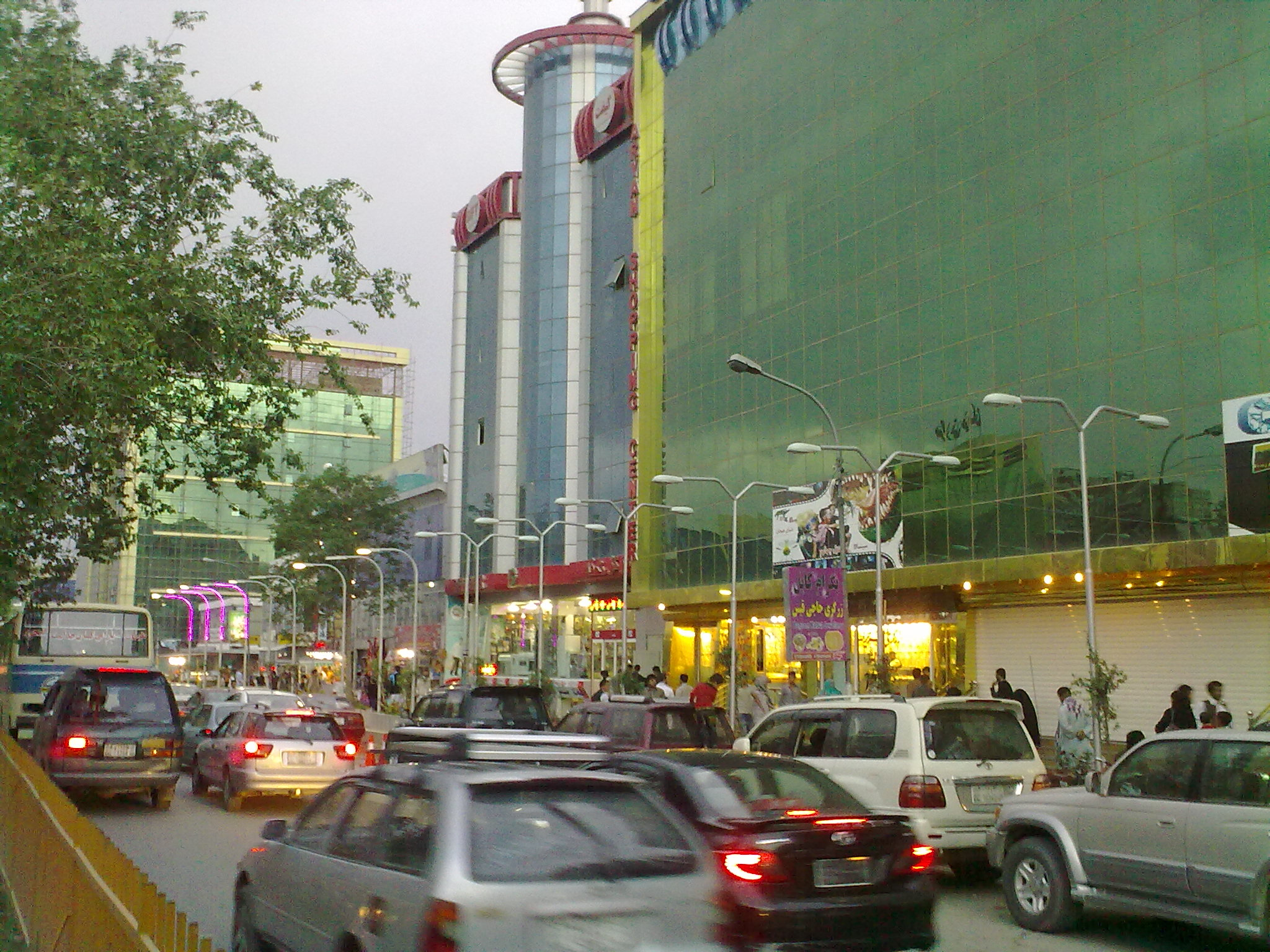
منطقه خرید کابل در خیرخانه

تولید ناخالص افغانستان در ۲۰۱۸, نسبت به ۲٫۹٪ رشد در ۲۰۱۷, ۱٫۸٪ افت کرده‌است که به دلیل جنگ می‌باشد. بعداً در ۲۰۱۹, ۲٫۵٪ رشد داشت، و پیش‌بینی شده تا ۲۰۲۰ به ۳٪ برسد.

## تولید ناخالص
اقتصاد افغانستان بر اساس تولید ناخالص داخلی (GDP, ۲۰۲۰)
معلومات ذیل از کتاب حقایق جهان گرفته شده‌است.
| سال                   | ۲۰۰۲          | ۲۰۰۳          | ۲۰۰۴          | ۲۰۰۵          | ۲۰۰۶          | ۲۰۰۷          | ۲۰۰۸          | ۲۰۰۹          | ۲۰۱۰          | ۲۰۱۱          | ۲۰۱۲          | ۲۰۱۳          | ۲۰۱۴          | ۲۰۱۵          | ۲۰۱۶          | ۲۰۱۷          |
| --------------------- | ------------- | ------------- | ------------- | ------------- | ------------- | ------------- | ------------- | ------------- | ------------- | ------------- | ------------- | ------------- | ------------- | ------------- | ------------- | ------------- |
| GDP در $ (PPP)        | ۱۸٫۷۶ میلیارد | ۲۰٫۸۱ میلیارد | ۲۱٫۵۲ میلیارد | ۲۴٫۸۴ میلیارد | ۲۶٫۹۷ میلیارد | ۳۱٫۳۹ میلیارد | ۳۳٫۲۴ میلیارد | ۴۰٫۳۹ میلیارد | ۴۴٫۳۳ میلیارد | ۴۸٫۶۷ میلیارد | ۵۵٫۹۲ میلیارد | ۶۰٫۰۵ میلیارد | ۶۲٫۷۸ میلیارد | ۶۴٫۲۹ میلیارد | ۶۶٫۶۵ میلیارد | ۶۹٫۵۵ میلیارد |
| GDP سرانه$ (PPP)      | ۸۴۵           | ۹۰۰           | ۸۹۶           | ۹۹۹           | ۱۰۵۲          | ۱۱۹۱          | ۱۲۳۰          | ۱۴۵۸          | ۱۵۶۱          | ۱۶۵۵          | ۱۸۷۵          | ۱۹۶۶          | ۲۰۰۷          | ۲۰۰۹          | ۱۹۲۳          | ۱۹۵۷          |
| GDP رشد (اسمی)        | ...           | ۸٫۷٪          | ۰٫۷٪          | ۱۱٫۸٪         | ۵٫۴٪          | ۱۳٫۳٪         | ۳٫۹٪          | ۲۰٫۶٪         | ۸٫۶٪          | ۶٫۵٪          | ۱۴٫۰٪         | ۵٫۷٪          | ۲٫۷٪          | ۱٫۳٪          | ۲٫۴٪          | ۲٫۵٪          |
| بدهی دولت (فیصدی GDP) | ۳۴۶٪          | ۲۷۱٪          | ۲۴۵٪          | ۲۰۶٪          | ۲۳٪           | ۲۰٪           | ۱۹٪           | ۱۶٪           | ۸٪            | ۸٪            | ۷٪            | ۷٪            | ۹٪            | ۹٪            | ۸٪            | ۷٪            |

تولید ناخالص داخلی به تفکیک فعالیت اقتصادی به قیمت ثابت سال ۱۳۹۵(میلیون افغانی):
| شماره     | بخش             | مقدار (میلیون افغانی) | سال   |
| زراعت     | زراعت           | زراعت                 | زراعت |
| --------- | --------------- | --------------------- | ----- |
| ۱         | غله جات         | ۱۵۹٬۸۱۳               | ۱۳۹۹  |
| ۲         | میوه جات        | ۷۹٬۳۰۸                | ۱۳۹۹  |
| ۳         | دامداری         | ۴۶٬۱۶۳                | ۱۳۹۹  |
| ۴         | سایر            | ۱۳۴٬۴۲۵               | ۱۳۹۹  |
| ۵         | مجموع           | ۴۱۰٬۷۱۱               | ۱۳۹۹  |
| صنعت      |                 |                       |       |
| ۶         | معادن           | ۲۳٬۶۹۰                | ۱۳۹۹  |
| ۷         | فابریکات        | ۹۰٬۶۲۸                | ۱۳۹۹  |
| ۸         | موادغذایی       | ۶۱٬۳۶۸                | ۱۳۹۹  |
| ۹         | برق، گاز و آب   | ۲۷٬۲۱۳                | ۱۳۹۹  |
| ۱۰        | ساختمان         | ۴۸٬۰۷۳                | ۱۳۹۹  |
| ۱۱        | مجموع           | ۱۸۹٬۶۰۶               | ۱۳۹۹  |
| خدمات     |                 |                       |       |
| ۱۲        | تجارت           | ۱۰۸٬۹۱۱               | ۱۳۹۹  |
| ۱۳        | حمل و نقل       | ۱۰۳٬۸۴۹               | ۱۳۹۹  |
| ۱۴        | رستورانت و هوتل | ۳۸٬۳۶۶                | ۱۳۹۹  |
| ۱۵        | پُست و مخابرات   | ۵۶٬۲۸۸                | ۱۳۹۹  |
| ۱۶        | راهنمای معاملات | ۲۲٬۱۴۹                | ۱۳۹۹  |
| ۱۷        | مالی و بیمه     | ۹۴٬۸۵۱                | ۱۳۹۹  |
| ۱۸        | تعلیم و تربیه   | ۳۱٬۹۷۰                | ۱۳۹۹  |
| ۱۹        | خدمات اجتماعی   | ۱۰۳٬۷۱۶               | ۱۳۹۹  |
| ۲۰        | سایر            | ۲۸۲٬۳۵۶               | ۱۳۹۹  |
|           | مجموع           | ۸۵۲٬۴۶۰               | ۱۳۹۹  |
| مجموع کل  |                 |                       |       |
| ۱٬۵۲۰٬۳۹۰ |                 |                       |       |

### صادرات افغانستان
۱۰ قلم عمده صادراتی ۱۳۹۹
صادرات عمدهٔ افغانستان به کشورهای آمریکا، هند، پاکستان و فرانسه می‌باشد. مجموعاً صادرات که در سال ۲۰۰۸ صورت گرفته‌است ۶۰۳ میلیون دلار عواید به دست آمده‌است. یک بر سه حصه این عواید از درک فروش محصولات بته کوکنار به دست می‌آید. محصولات کشاورزی و احجار قیمتی و نیمه‌قیمتی، پنبه، صنایع دستی، نباتات طبی، پشم، پوست، روده، زغال‌سنگ و کبالت از صادرات مهم این کشور به‌شمار می‌رود.
صادرات این کشور در سال ۲۰۰۹ مبلغ ۵۴۷ میلیون دلار بوده که در قطار ۱۶۴مین کشور جهان محسوب می‌شود. صادرات سال ۲۰۰۸ مبلغ ۶۰۳ میلیون دلار می‌باشد که ارقام منفی صادرات غیرقانونی یعنی reexports کوکنار و حشیش می‌باشد. درصدی صادرات افغانستان به کشور
پاکستان ۲۵٫۹٪، هند (۲۵٫۵٪)، ایالات متحده ۱۴٫۹ درصد، تاجیکستان ۹٫۶٪، آلمان ۵٪ (۲۰۱۰) می‌باشد.
برنامهٔ GSP:در سپتامبر سال ۲۰۰۷ ایالات متحدهٔ آمریکا به منظور تشویق تجارت افغانستان برنامه تجارتی ۳۲٫۶ میلیارد دلاری را با افغانستان بنا نمود. درین برنامه ۵٬۰۰۰ قلم اموال افغانستان می‌تواند بدون محصول گمرکی داخل ایالات متحدهٔ آمریکا شود. در صورت که دولت‌های افغانستان تجارت خود را سریع و هر ساله رشد دهد می‌تواند تا ۳۰ سال این قرار داد را پوره نماید. در غیر آن الی ۵۰ سال همهٔ صادرات ما به نرخ خوب بازار خواهد داشت.
ادارهٔ انکشاف صادرات افغانستان: این ادارهٔ دولتی در سال ۲۰۰۶ به‌کار آغاز نموده‌است. هدف این اداره به مقاصد همکاری و انکشاف تجارت دولتی و خصوصی می‌باشد. این اداره ۲ درصد مالیه حاصل می‌نماید.

### واردات افغانستان
واردات افغانستان در سال ۲۰۰۸ بالغ بر ۸٫۲۷ میلیارد دلار گردیده بود. واردات افغانستان به‌طور عمده منسوجات، محصولات نفتی، ماشین‌آلات و دیگر کالاهای سرمایه‌ای، مواد ساختمانی و مواد غذایی می‌باشد. عمده واردات از کشورهای روسیه، ایالات متحده آمریکا، هند، چین، ژاپن، کره جنوبی، آلمان، کنیا، ایران و پاکستان صورت می‌گیرد.
واردات افغانستان ۵٫۳ میلیارد در سال (۲۰۰۸) می‌باشد به مقایسه با کشورهای جهان: ۱۱۰مین کشور می‌باشد. واردات در سال ۲۰۰۷ مبلغ ۴٫۵ میلیارد دلار بوده‌است.
درصدی واردات افغانستان به تناسب کشورها:
ایالات متحده ۲۹٫۱٪، پاکستان ۲۳٫۳٪، هند ۷٫۶ ٪، روسیه ۴٫۵٪، آلمان ۴٫۲٪ (۲۰۱۰)
بندرهای افغانستان: شیرخان بندر، حیرتان، آقنه، تورغندی در شمال افغانستان، اسلام‌قلعه و چابهار با ایران، سپین بولدک، تورخم و غلام‌جان با پاکستان، افزون بر این بنادر، بنادر دیگر که رسمیت ندارد در کشور افغانستان وجود دارد ولی استفادهٔ اعظمی صورت نمی‌گیرد؛ مثلاً پل بدخشان-تاجیکستان، نورستان-پاکستان کنر با پاکستان، فراه و نیمروز با ایران و غیره. درین اواخر دولت افغانستان می‌خواهد یک بندر راه خشکه را در داخل خاک اعمار نماید.

## بودجه کشور
بودجه ملی افغانستان شامل بودجه عادی و اکتشافی می‌باشد. بودجه ملی سال ۱۳۸۹ تقریباً ۸٫۷۹۳ میلیارد دلار می‌باشد. این رقم شامل فندهای توسعه‌ای بوده که خارج ازشبکه‌های حکومت به مصرف خواهند رسید. مصارف نظر به اهداف آن تقسیم می‌گردند.
مصرف عملی، پولی است که به هزینه روزمره دولت مانند معاشات کارمندان و پلیس، مصارفات و خدمات دفاتر وادارات دولتی و خریداری وسایل و ماشین آلات و وسایط نقلیه به مصرف می‌رسد. بسیاری از این مصارف از مالیات و دیگر منابع داخلی تمویل می‌گردند. مصرف عملی سال ۱۳۸۹ مبلغ ۲٫۳۹۷ میلیارد دلار می‌باشد.
بودجه انکشافی در کنار بودجه عملی قرار دارد. این پول بالای توسعه و بهبود عرضه خدمات به مردم به مصرف می‌رسد.
بودجه انکشافی به دو دسته تقسیم گردیده‌است:
بودجه انکشافی اصلی: شامل مساعدت انکشافی است که توسط وزارت مالیه افغانستان، از طریق نحوه عملکردهای حسابدهی دولت، اداره می‌شود و بودجه انکشافی ۱۳۸۹ مبلغ ۲٫۲۸۴ میلیارد دلار است.
بودجه انکشافی خارجی: مبالغی است که تمویل‌کنندگان آن را کمک کرده، اما از طریق نحوه عملکردهای دولت به مصرف نمی‌رسد. این مبالغ مستقیماً توسط تمویل‌کنندگان به شرکای قراردادی توزیع می‌گردد. بودجه انکشافی خارجی برای سال ۱۳۸۹ مبلغ ۱۱۲ میلیارد دلار می‌باشد. در مجموع، بودجه انکشافی توسط مراجع بین‌المللی (کشورها و سازمان‌ها) تمویل می‌گردد. این مراجع در کنفرانس لندن ۱۳۸۹ تعهد نمودند که ۵۰ درصد کمک‌های انکشافی را از طریق حکومت افغانستان الی اخیر ۱۳۹۱ فراهم خواهند نمود.
ایجاد بودجه سالانه یک پروسه پیچیده و طولانی می‌باشد. مسوولیت اداره این پروسه بحکم قانون اساسی به وزارت مالیه سپرده شده‌است. آماده‌سازی بودجه سالانه مدت یک سال را دربر می‌گیرد. وزارت مالیه جدول زمانی آماده‌سازی بودجه را طرح‌ریزی و از آن نظارت می‌کند.
بالاثر همکاری کشورهای مساعدت‌کننده، تمامی وزارات افغانستان استراتژی و برنامه ۵ ساله یا اضافه از آن را طرح‌ریزی نموده‌اند. استراتژی وزارت مالیه افغانستان از سال ۱۳۸۸ الی ۱۳۹۲می‌باشد. در این مدت طرح شده‌است تا به تدریج کمک‌های خارجی تنزیل یافته و ۸۰ درصد بودجه داخلی از طریق منابع داخلی تمویل گردد.
بودجه مالی سال ۱۳۹۰ مبلغ ۲۲۶ میلیارد افغانی (۴٫۸ میلیارد دلار) نهایتاً پس از دو بار رد توسط پارلمان افغانستان بتصویب رسید؛ از این ۲۲۶ میلیارد افغانی، مبلغ ۱۵۳٬۹ میلیارد افغانی (۳٫۲۷ میلیارد دلار) برای مصارف بودجه عادی کشور و بالغ بر ۷۲٬۵ میلیارد افغانی (۱٬۵۴ میلیارد دلار) آن برای مصارف بودجه انکشافی می‌باشد. پروژه‌های انکشافی سال ۱۳۹۰:
- سرک حلقوی بدخشان
- جادهٔ بزرگ قلعه مراد بیک الی جبل السراج
- جاده هرات - چغچران
- پروژه آبرسانی ولایت نیمروز
- بازسازی میدان هوایی ولایت خوست
- اعمار دانشگاه در ولایت بغلان
- ادامه کار ساختمان دانشگاه هرات
- اعمار دانشگاه در ولایت پکتبا
- مراکز مختلف در بخش‌های وزارت صحت

### چالش ها در عدم تطبیق بودجه انکشافی
در چند سال گذشته دولت نتوانسته‌است بودجه انکشافی خود را به‌طور صد درصد به مصرف برساند. طبق بیانات وزارت مالیه افغانستان، از شروع سال ۱۳۹۰ تا فعلاً (مشخص نیست متن از کدام ربع سال ۱۳۹۰ می‌باشد) تمامی وزارات ۳۳٪ برنامه را سال را تطبیق نموده‌اند. علت عدم تطبیق برنامه‌ها، تأخیر درتصویب پروژه‌ها، بی‌امنیتی، مشکلات اداری، دیر رسیدن مبالغ، وسعت پلان و نداشتن کارکنان فنی و غیره می‌باشد.
دلایل عدم تطبیق برنامه‌ها در ذیل موشکافانه تحلیل گردیده‌اند:
1. عدم اداره و حاکمیت دولتی و موجودیت بی امنی و عدم دریافت کارگر در ساحه باعث عدم تطبیق پروژه می‌گردد.
2. بعضی کمک‌ها وعده می‌شود ولی در عمل چنین کمک یا نمی‌رسد یا قسمتی آن می‌رسد ویا ناوقت می‌رسد.
3. بروکراسی کاغذپرانی وسایر مسایل اداری توسط دولت و شورای ملی باعث عدم تطبیق پروژه می‌شود.
4. بعضی پروژه بنا بر نفوذ قدرت که وکلا پارلمان در شورا ملی دارد جبراً بر دولت تحمیل می‌نماید در حالیکه ظرفیت سازی پروژه تکمیل نگردیده ضرورت به وقت دارد تا تکمیل گردد. پروژه‌ها به علت دریافت کارگر، کار فهم، قراردادی و غیره معطل می‌ماند.
5. به وقت تسلیم ندادن پروژه توسط قرارکنندگان می‌باشد. بعضاً قرار داد کنندگان هم مشکلات و معذرت معقول وغیر معقول می‌یابند.
6. کنترل ونظارت بعضی از پروژه ها توسط کنترل‌کنندگان در جریان کار ویا در اثنای تکمیل پروژه معطل قرار اد می‌شود.

بنا بر آمار کمیسیون مالی مجلس نمایندگان افغانستان حدود ۲۰۰ پروژه برنامه‌ریزی شده در این سال به اجرا گذاشته نشده و پول این پروژه‌ها همچنان باقی مانده‌است.

### چگونگی تطبیق پلان وزارت خانه‌های افغانستان
دولت اسلامی افغانستان در مدت ۹ ماه سال ۱۳۹۰ از ۲۴۹ میلیارد بودجه سال صرف ۳۳٪ که حدود ۸۲ میلیارد افغانی می‌شود استفاده نموده‌است. امکان دارد تا اخیر سال ۱۳۹۰ به ۴۰–۴۵٪ برسد. هکذا کسر بودجه الی ۸۰ درصد می‌باشد.

### وزارت فواید عامه
این وزارت یکی از مهم‌ترین وزارت خانه سکتوری افغانستان می‌باشد. وظیفه این وزارت سروی طرح ونظارت از میدان‌های هوائی، راه و شاهراه، خطوط آهن را دارد. بودجه این وزارت در سال ۱۳۹۰ مبلغ ۳۸۰٫۶ میلون دلار می‌باشد که در ۵۰ پروژه باید مصرف گردد تا فعلاً ۲۱ جدی ۱۳۹۰ حدود ۱۱۴ میلون دلار مصرف گردیده که ۳۲ درصد می‌شود. طبق گزارش وزارت از ۵۰ پروژه ۱۷ پروژه قبلاً تکمیل گردیده‌است. ۲۲ پروژه تحت کار ۱۱ پروژه در حالت داوطلبانه قرار دارد. مهم‌ترین پروژه‌های این وزارت ترمیم و اعمار سرک قیصار بالا مرغاب، قلعه مراد بیگ جبلالسراج شهراه ارلملک، و اشکاشم فیض‌آباد (بدخشان) می‌باشد. مهم‌ترین شهراه که افسانه شده‌است سرک قیصار بالا مرغاب است که امکان دارد هرگز اعمار نگردد تطبیق این سرک شهراه حلقوی افغانستان را تکمیل می‌نماید.

### وزارت صحت عامه
وزارت صحت عامه در سال ۱۶۴٫۷میلون دلار پلان داشت که تا فعلاً ۴۲ درصد تطبیق گردیده‌است. این وزارت دارای ۴۰ پروژه انکشافی می‌باشد که پروژه‌ها ساختمانی و سایر مسایل می‌باشد. علت عدم تطبیق تدارک مواد می‌باشد؛ که وقت زیاد را در بر می‌گیرد.

### گزارش تطبیق پلان ۹ ماهه وزارت خانه‌های افغانستان
| نام وزارت                      | %تطبیق پلان | چگونگی | نام وزرات                        | %تطبیق پلان | چگونگی |
| اداره ملی مبارزه باحوادث       | صفر         |        | وزارت تحصیلات عالی               | ۲۱          |        |
| کمیسیون مستقل انتخابات         | صفر         |        | وزارت معارف                      | ۲۸          |        |
| کمیسیون مستقل حقوق بشر         | صفر         |        | وزارت امور مهاجرین و عودت‌کنندگان | ۴۰          |        |
| اداره جیودیزی و کارتوگرافی     | صفر         |        | وزارت اقتصاد                     | ۱۶          |        |
| شرکت بریشنا                    | ۱           |        | وزارت امور زنان افغانستان        | ۴۴          |        |
| آبرسانی و کانالیزاسیون         | ۲           |        | وزارت زراعت                      | ۳۶          |        |
| اداره عالی مبارزه بافساد اداری | ۳           |        | وزارت انرژی و آب                 | ۳۱          |        |
| وزارت امورخارجه                | ۴           |        | وزارت فواید عامه                 | ۲۶          |        |
| وزارت اطلاعات و فرهنگ          | ۵           |        | وزارت انکشاف دهات                | ۴۷          |        |
| وزارت دفاع ملی                 | ۹           |        | وزارت هوانوردی و ترانسپورت       | ۳۳          |        |
| وزارت تجارت و صنایع            | ۱۰          |        | وزارت اقوام و قبایل              | ۴۸          |        |
| معادن و اقتصاد                 | ۱۴          |        | وزارت مبارزه با مواد مخدر        | ۱۸          |        |
| دفتر ریاست جمهوری افغانستان    | ۱۷          |        | وزارت انکشاف شهری                | ۲۸          |        |
| وزارت مخابرات                  | ۵۷          |        | وزارت عدلیه                      | ۴۸          |        |
| صحت عامه                       | ۴۰          |        | دادستانی کل                      | ۴۲          |        |
| مجلس بزرگان                    | ۲۱          |        | اداره ارگان‌های محل               | ۱۷          |        |
| مجلس نمایندگان                 | ۳۱          |        | اداره محیط زیست                  | ۶۸          |        |
| اداره امور                     | ۳۷          |        | آکادمی علوم                      | ۳۷          |        |
| دادگاه عالی                    | ۴۳          |        | کمیته ملی المپیک                 | ۸۷          |        |
| وزارت مالیه                    | ۴۲          |        | اداره کنترل و تفتیش              | ۲۷          |        |
| وزارت حج و اوقاف               | ۴۸          |        | اداره کوچی‌ها                     | ۴۲          |        |
| وزارت تجارت                    | ۱۰          |        | اداره بریشنا                     | ۱           |        |
| وزارت امور داخله               | ۱۸          |        | برد مستقل کابل جدید              | ۵۵          |        |

### کسر بودجه در افغانستان
زمانیکه که یک شرکت یا یک وزارت ویا دولت مصارفش نسبت عوایدش ازدیاد یابد کسر بودجه صورت می‌گیرد. کسر بودجه دراکثر کشورهای جهان حتی آمریکا نیز رخ می‌دهد. یکی از علل مهم بلند و پائین رفتن بهای ارز، اجناس، و تغیرات در قیمت اجناس می‌باشد. تطبیق ننمودن پلان ۱۰۰٪ در وقت و زمانش و ده‌ها مشکلات دیگر نیز کسر بودجه را ببار میاورد.

## کابل نو

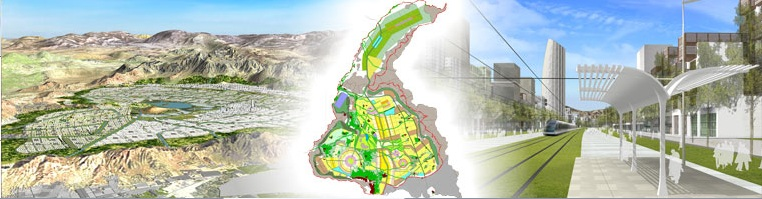
شهر نو کابل مبلغ ۳۵ میلیارد دلار هزینه دارد

قبلاً نقشهٔ شهر کابل برای ۵۰۰ هزار باشنده ترتیب گردیده بود. در طی ۳۲ سال جنگ نفوس این شهر به ۴٫۵ میلیون افزایش یافت. حدود ۱٫۸ میلیون نفر در ۶۸٪ شهر کابل خارج نقشهٔ کابل در خانه‌های خود سر زندگی می‌نمایند؛ که بیجا ساختن این‌ها ناممکن است. شهر به مشکلات کانال‌کشی آب، هوای تنفسی و ازدیاد کثافات مبتلا است. طبق اظهارات مهندس محمد یوسف که اساس‌گذار کابل نو و وزیر انکشاف شهری در آن زمان بود؛ کابل پس از ۱۵ سال دارای نفوس ۶٫۵ یا ۷ میلون خواهد بود؛ که برای آن‌ها آب و هوای موجود کافی نخواهد بود. بدین منظور لازم است تا شهر را وسعت داد. در سال ۱۳۸۶ه‍.خ مهندس محمد یوسف پشتون پروژهٔ ساخت کابل نو را به جناب حامد کرزی پیشنهاد کرد. ایشان بورد را موظف نمود تا یک شهر نو را به منظور انکشاف، تهیهٔ منازل رهایشی برای ساکنان کابل جستجو نموده و طرح آن را ترتیب نمایند. برنامه‌ریزی این شهر در ۲۴ مارس سال ۲۰۰۹م. به تصویب شورای وزیران رسید. قرار است پایتخت از شهر کابل کهنه به این شهر منتقل گردد. این پروژه به چند مرحله تقسیم شده‌است. مرحله اول در سال ۲۰۱۲ شروع و در سال ۲۰۱۵ باید ختم گردد. درین مرحله باید برای ۴۰۰ هزار نفر ۸۰ هزار مسکن اعمار گردد. پیش‌بینی شده‌است تا کار این پروژه در سال ۲۰۲۵ به پایان برسد. این شهر در ولسوالی دِه‌سبز واقع شمال کابل کنونی به مساحت ۵۰۰ کیلومتر مربع پلان شده‌است. قرار است در این شهر ۳ میلیون نفوس جا داده شود. شهر کابل جدید مطابق به مدل نو وقت اعمار خواهد شد. مصارف مجموعی این شهر به ۳۵ میلیارد دلار کشانیده خواهد شد. در نظر است شرکت ژاپنی به نام جایکا زیربنا این شهر را اعمار نماید.

### مقاله‌های که پیوند با این مقاله دارد
- وزارت اقتصاد افغانستان
- بانک مرکزی افغانستان